# Sassnitz
Sassnitz (pronunciació: ˈzasnɪts', abans de 1993, Saßnitz) és una ciutat de la península de Jasmund, l'illa de Rügen, a l'estat de Mecklenburg-Vorpommern, Alemanya. La població el 2012 era de 9.498 habitants.
Sassnitz és una coneguda localitat marítima i ciutat portuària, i és una porta d'entrada al proper parc nacional de Jasmund amb els seus penya-segats de guix únics. El submarí britànic abandonat HHMS Otus va ser comprat per un empresari alemany i remolcat fins a Sassnitz perquè fos un museu flotant. La zona de Sassnitz és més popular per les seves famoses roques de guix (Kreidefelsen), que van inspirar artistes com Caspar David Friedrich. El nom Sassnitz probablement es remunta a una paraula eslau que significa pins.

## Geografia

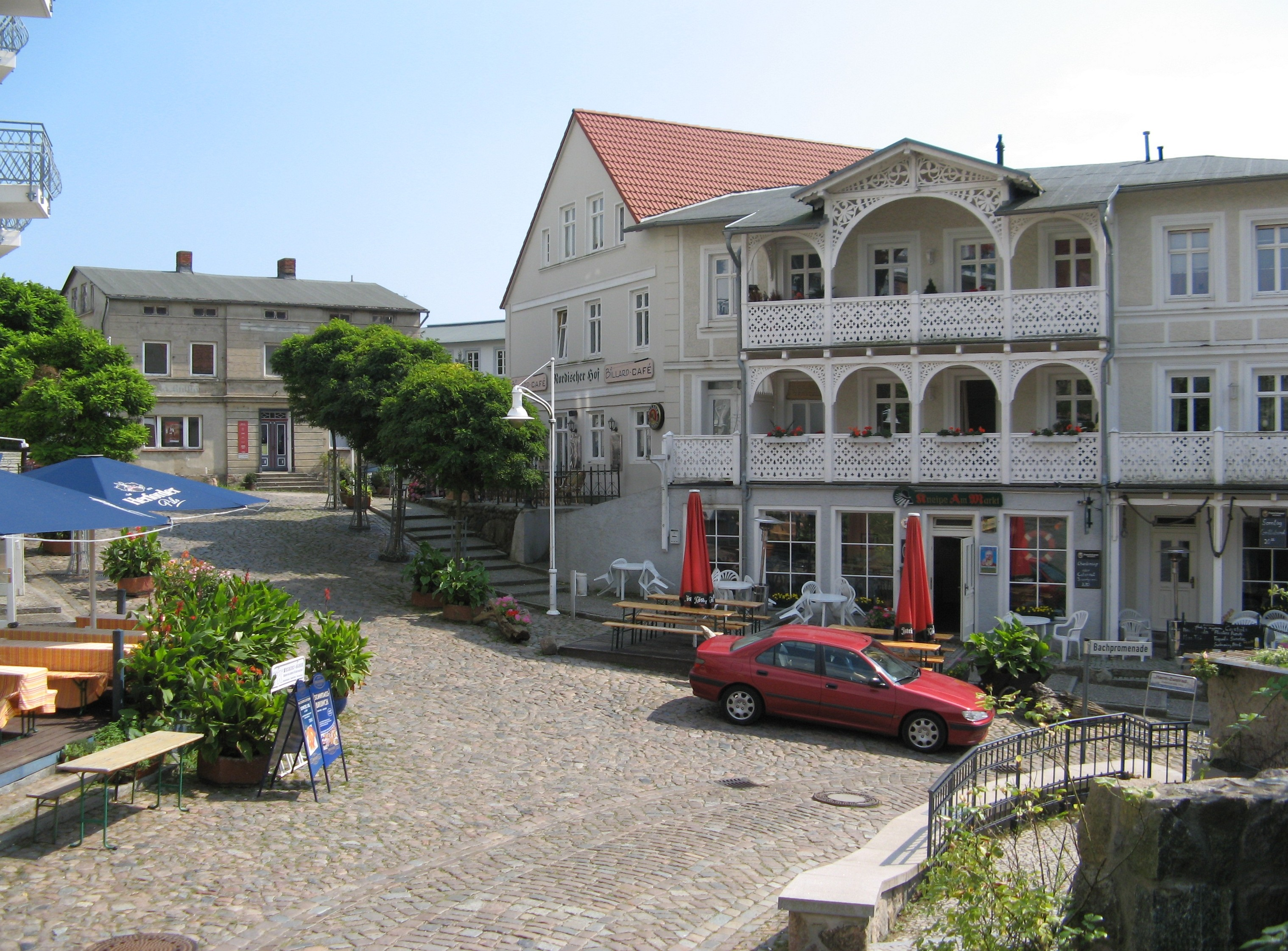
Nucli antic de Sassnitz

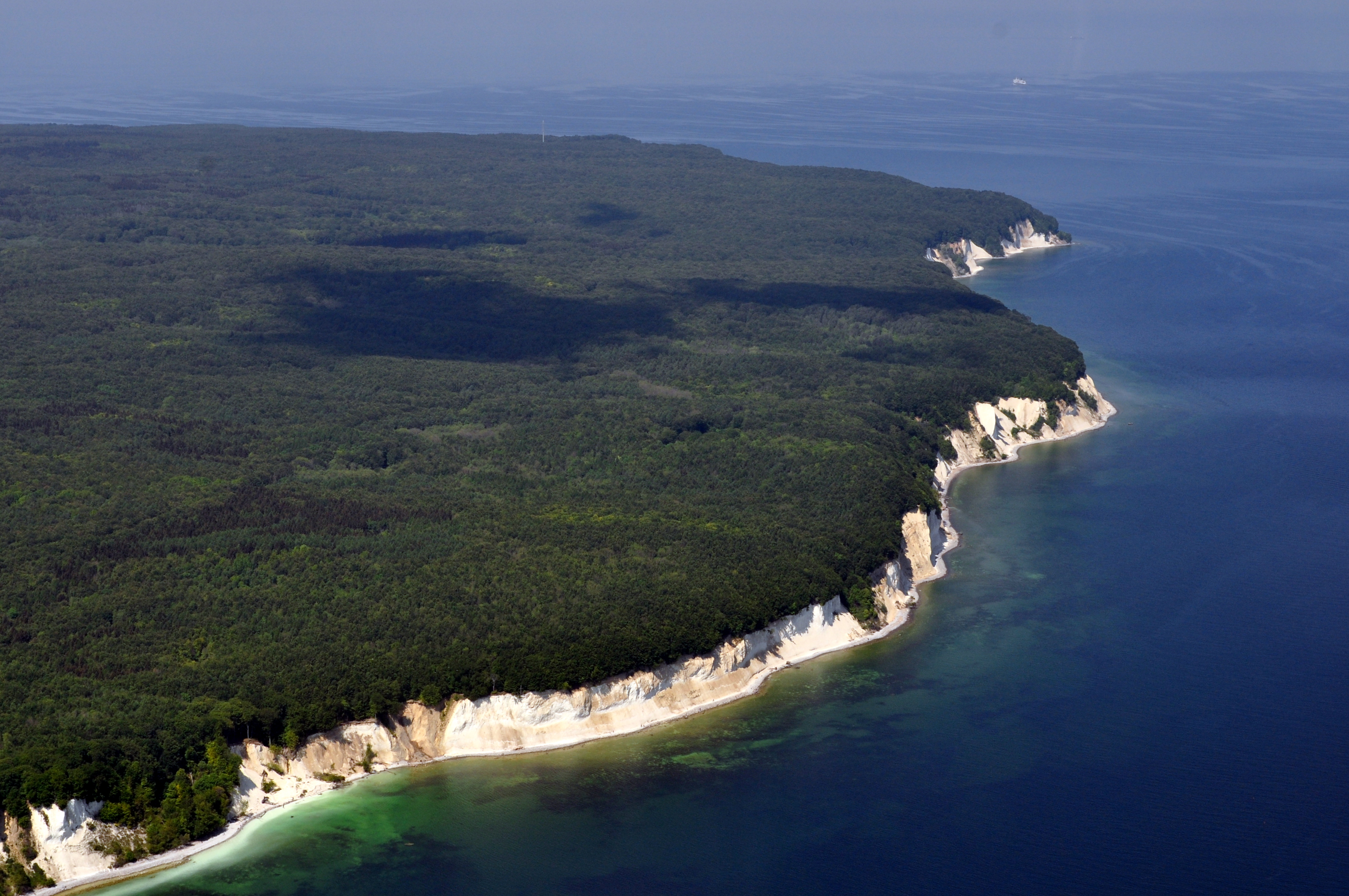
Costa del penya-segat del parc nacional de Jasmund

Paisatge
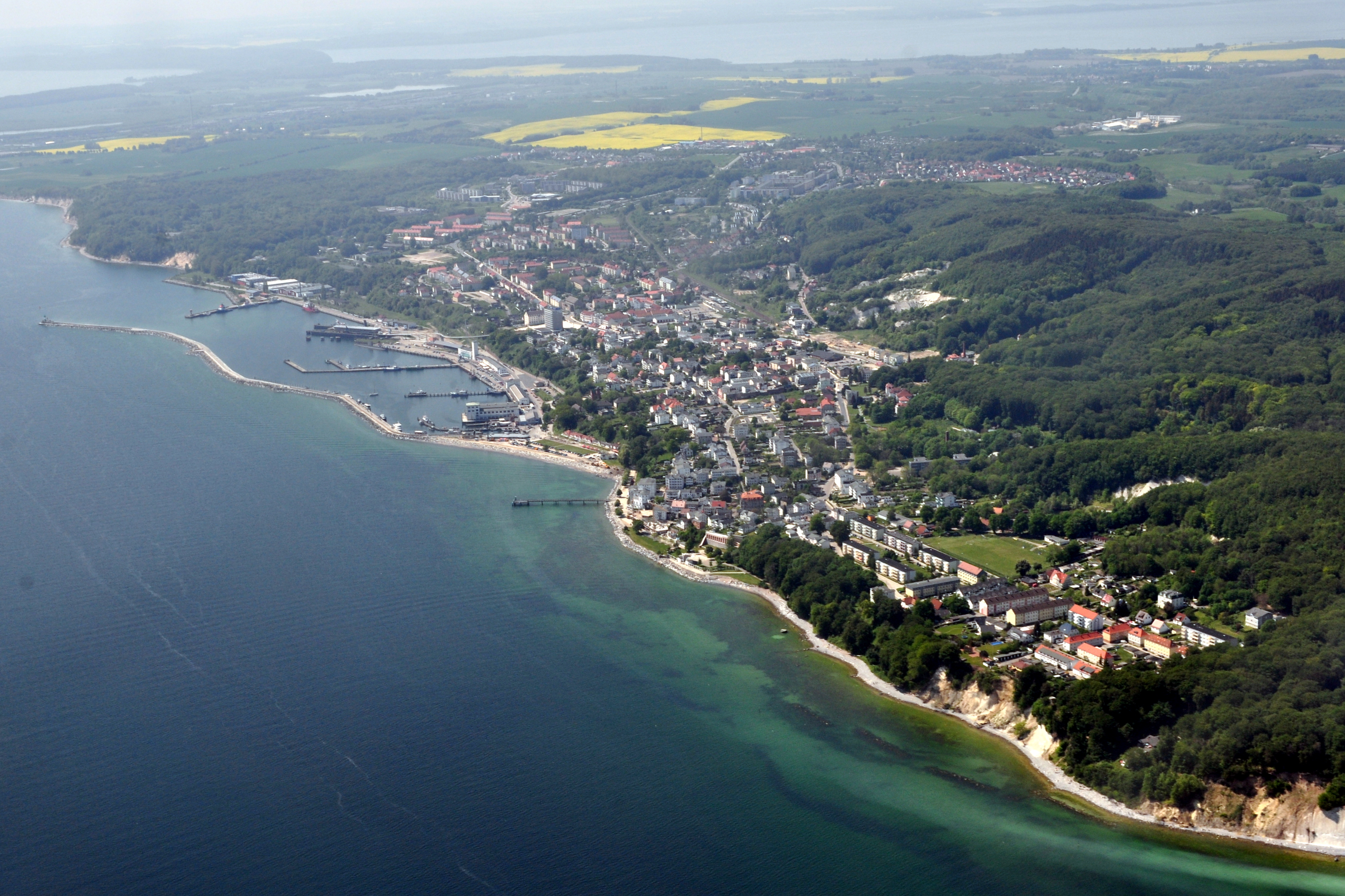
Vista aèria de Sassnitz (2011), els famosos penya-segats de guix del Parc Nacional de Jasmund a la dreta. Més fotos aèries
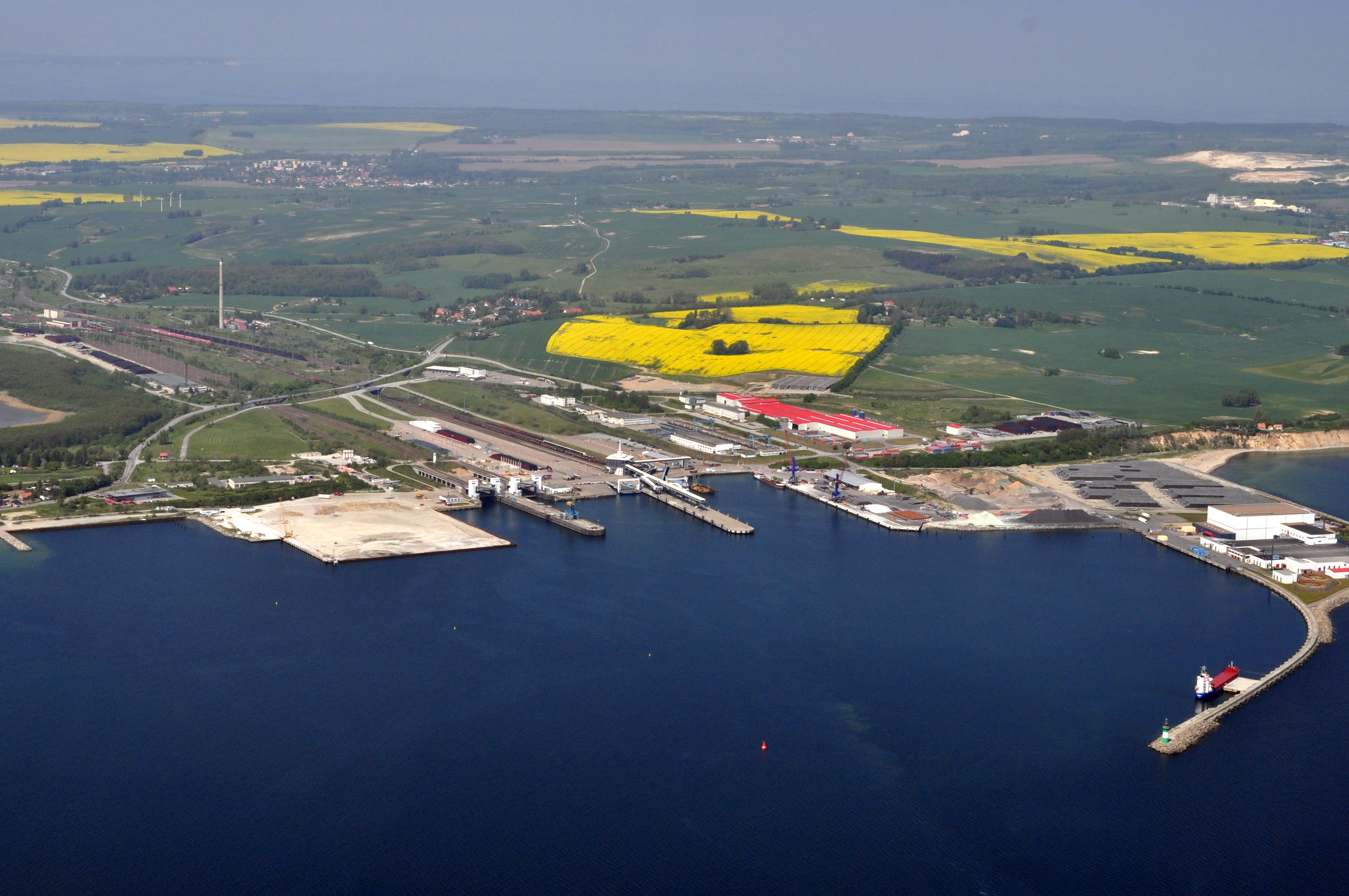
Sassnitz Mukran, el port de ferris de Sassnitz
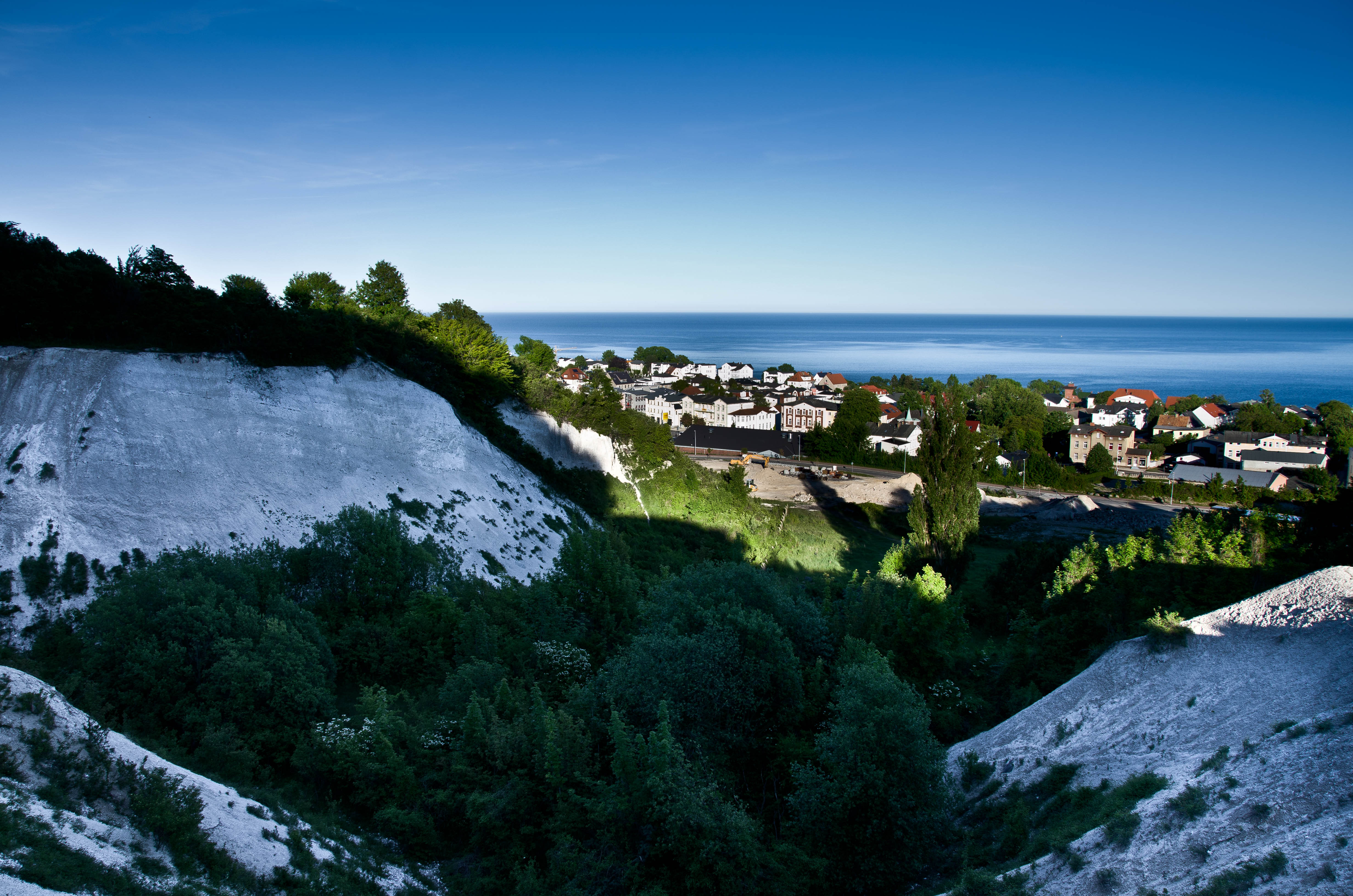
Roques de guix al davant, ciutat balneari de Sassnitz al darrere
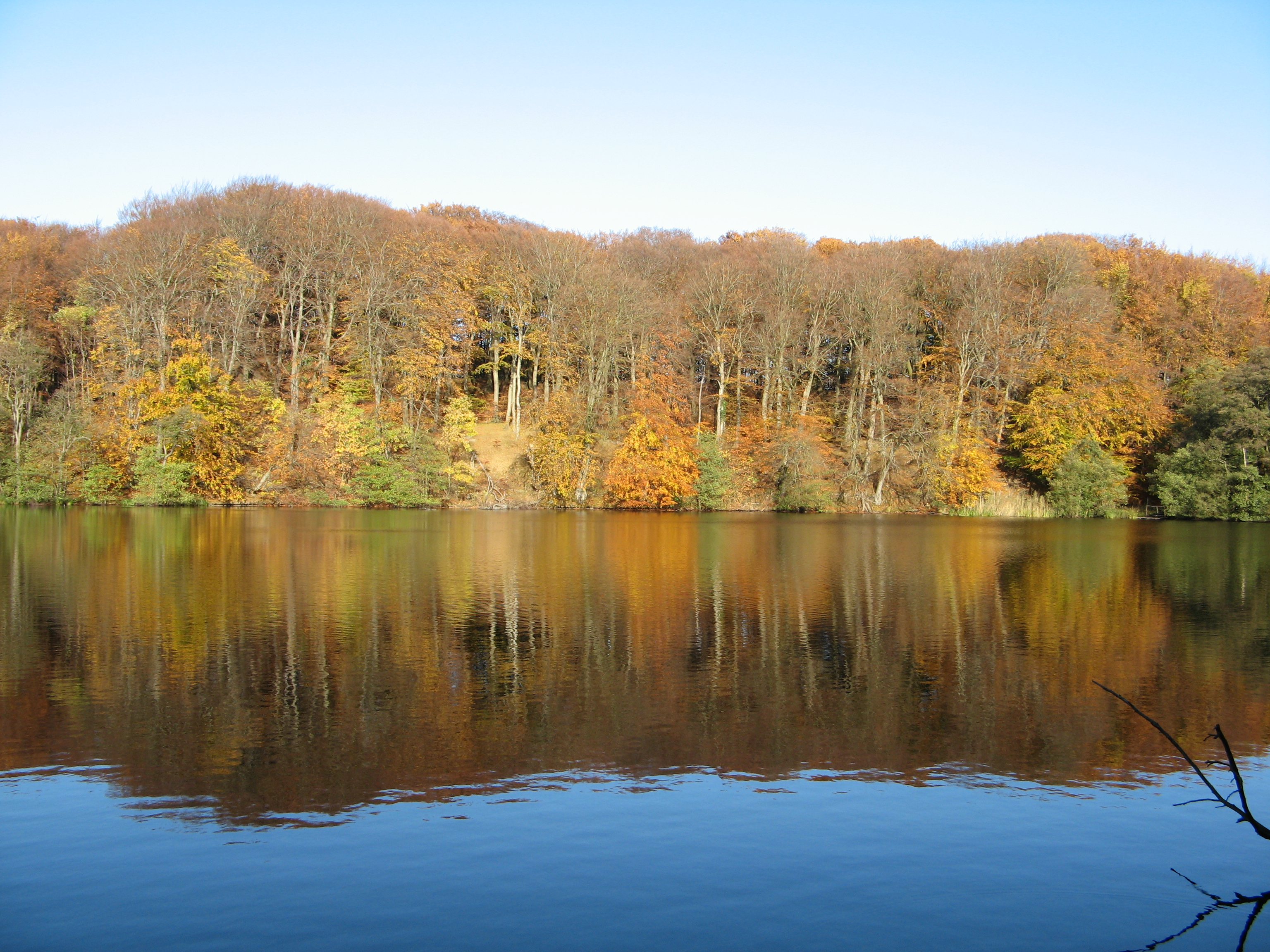
El petit però profund Herthasee al parc nacional com a part de Sassnitz, amb el turó eslau fort Herthaburg als seus marges

El municipi de Sassnitz es troba a la part nord-est de l'illa de Rügen, abastant la part oriental de la península de Jasmund fins a la barra de sorra de Schmale Heide al sud. El camp és conegut sobretot pels seus penya-segats de guix. A més, les deposicions de l'edat de gel dominen el paisatge. Les seves depressions s'han omplert amb freqüència per petits llacs. El penya-segat de guix més sorprenent és el de Königsstuhl de 118m d'alt. Grans parts del municipi estan cobertes per diferents tipus d'arbres amb els seus hàbitats típics. Una característica és el bosc als vessants costaners. Aquí hi ha arbres rars com la pera silvestre, la poma silvestre i el teix. La ciutat es troba als vessants costaners a l'extrem sud del Stubnitz, a  7,5 km. La resta de terres consisteixen en platges, prats, pastures i assentaments. Al sud del municipi, prop de Mukran, hi ha els estanys de Wostevitz, una depressió pantanosa que està protegida com a reserva natural. El petit riu de Steinbach travessa la zona urbanitzada de la ciutat.
Prop del Königsstuhl es troba un altre llac, el Herthasee, que té un diàmetre d'uns 150 m i  fins a  11 m de profunditat.

### Subdivisions

Edificis Sassnitz
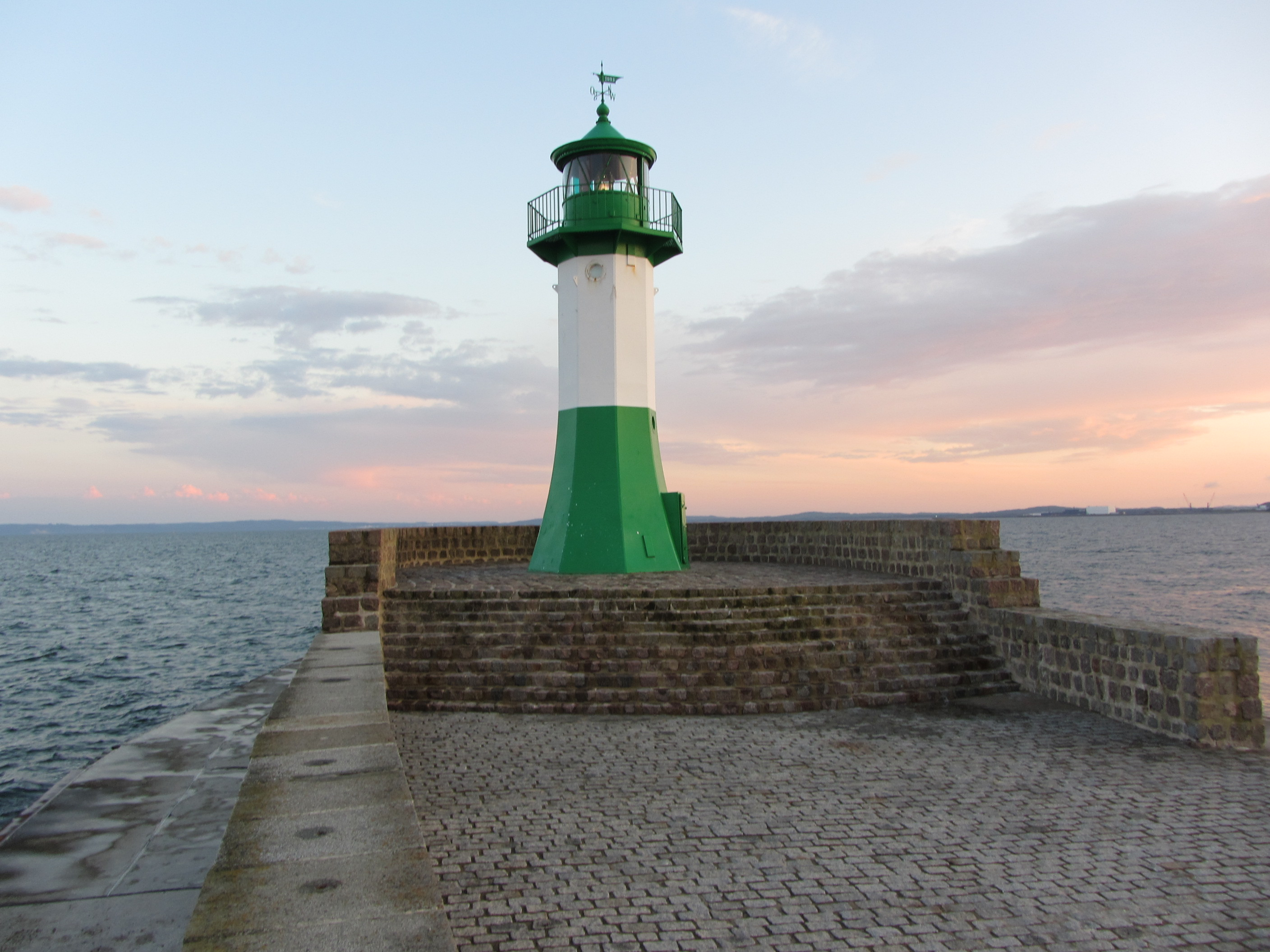
Llum d'espigó de Sassnitz
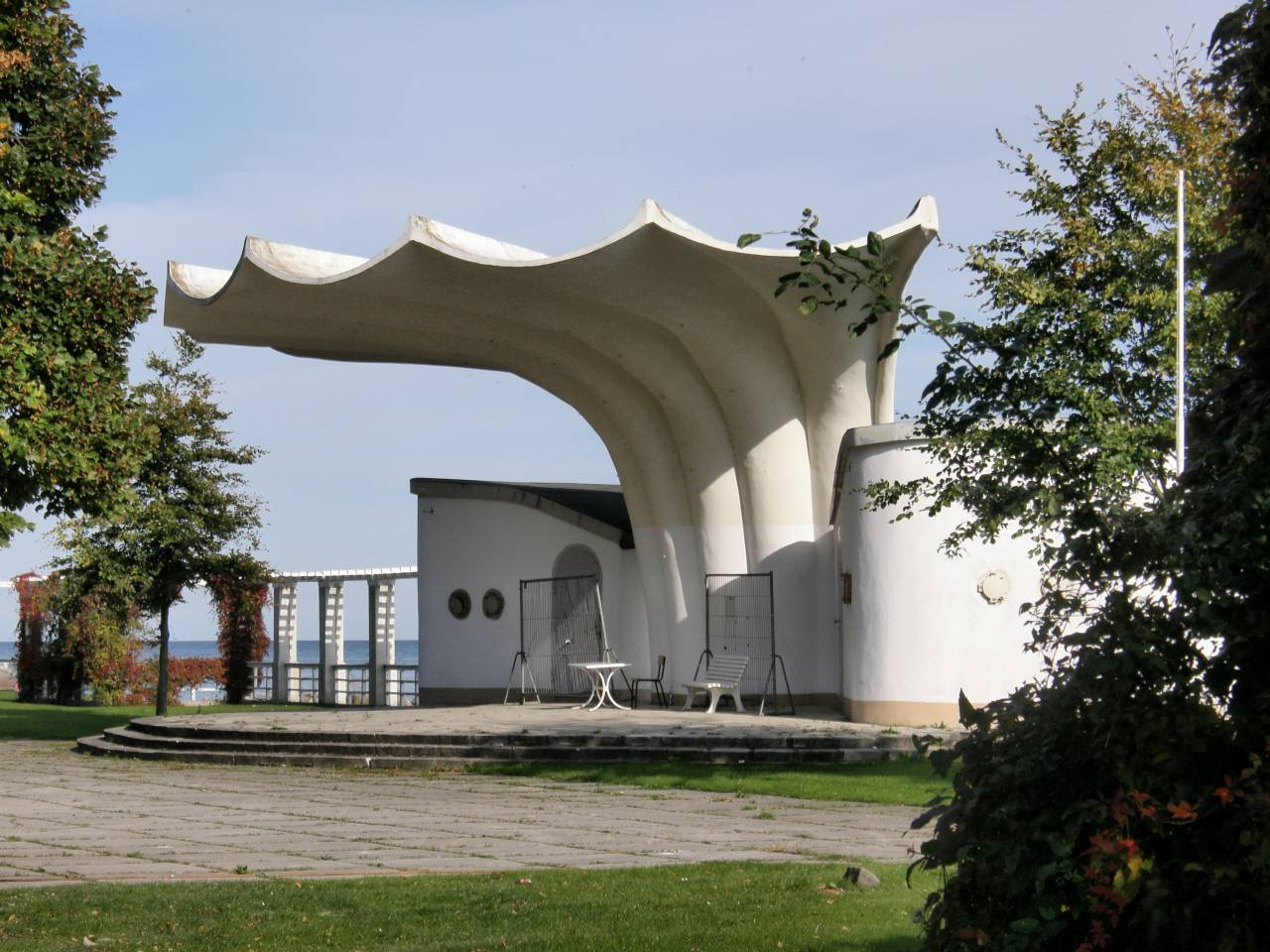
Pavelló de concerts de Sassnitz, en forma de conquilla
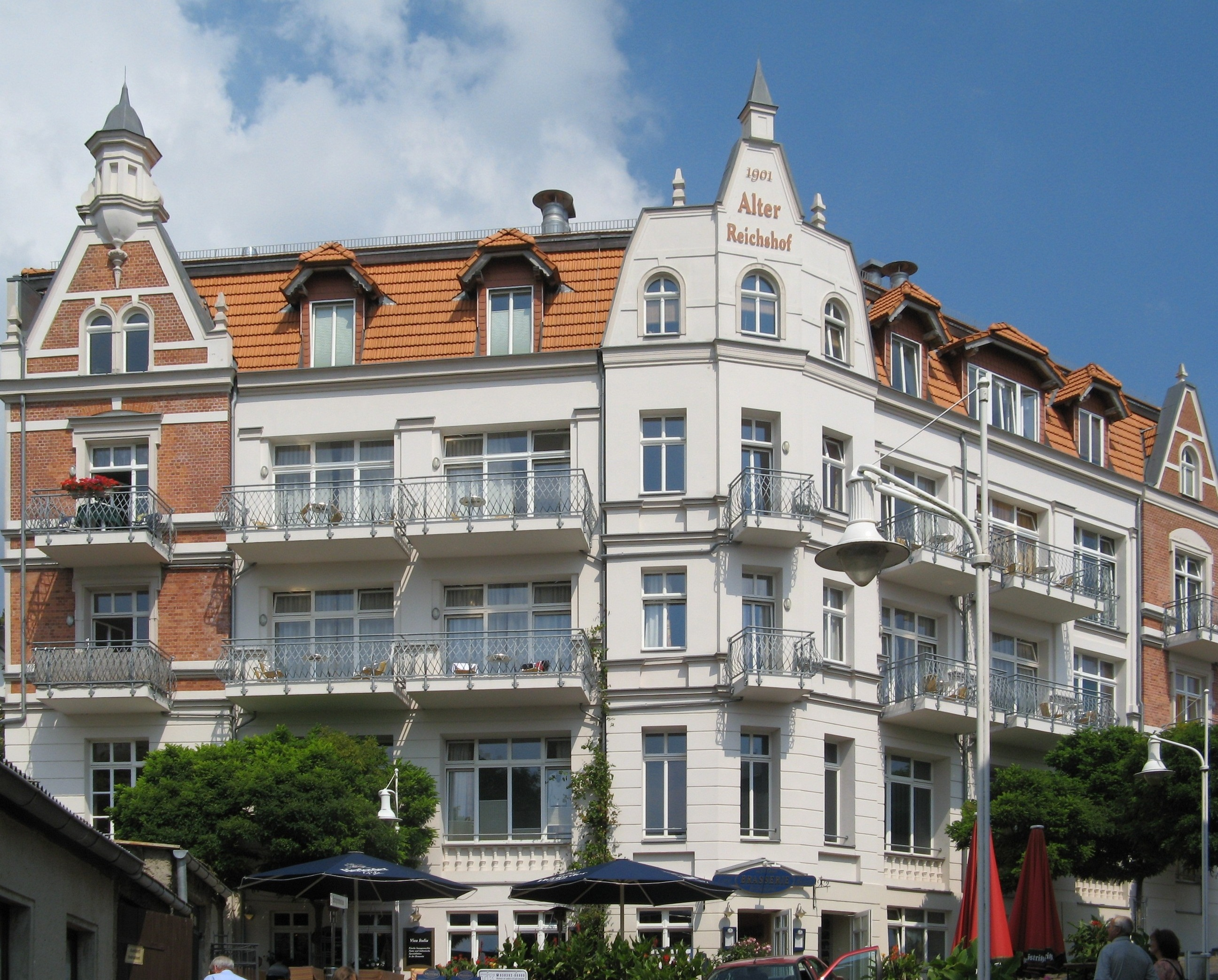
'Alter Reichshof' (cort imperial)
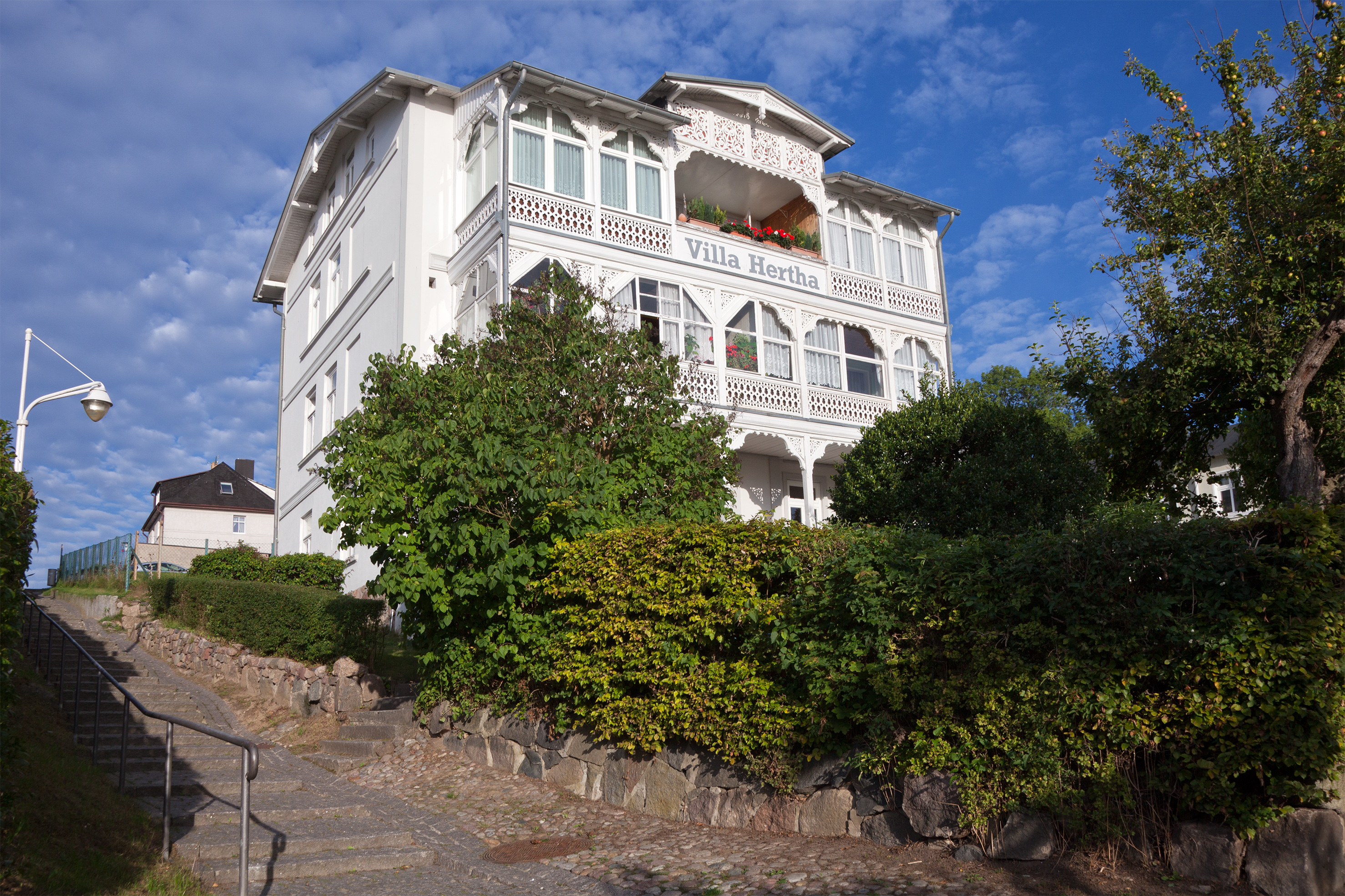
Villa Hertha, una mansió històrica amb l’arquitectura turística típica de la regió
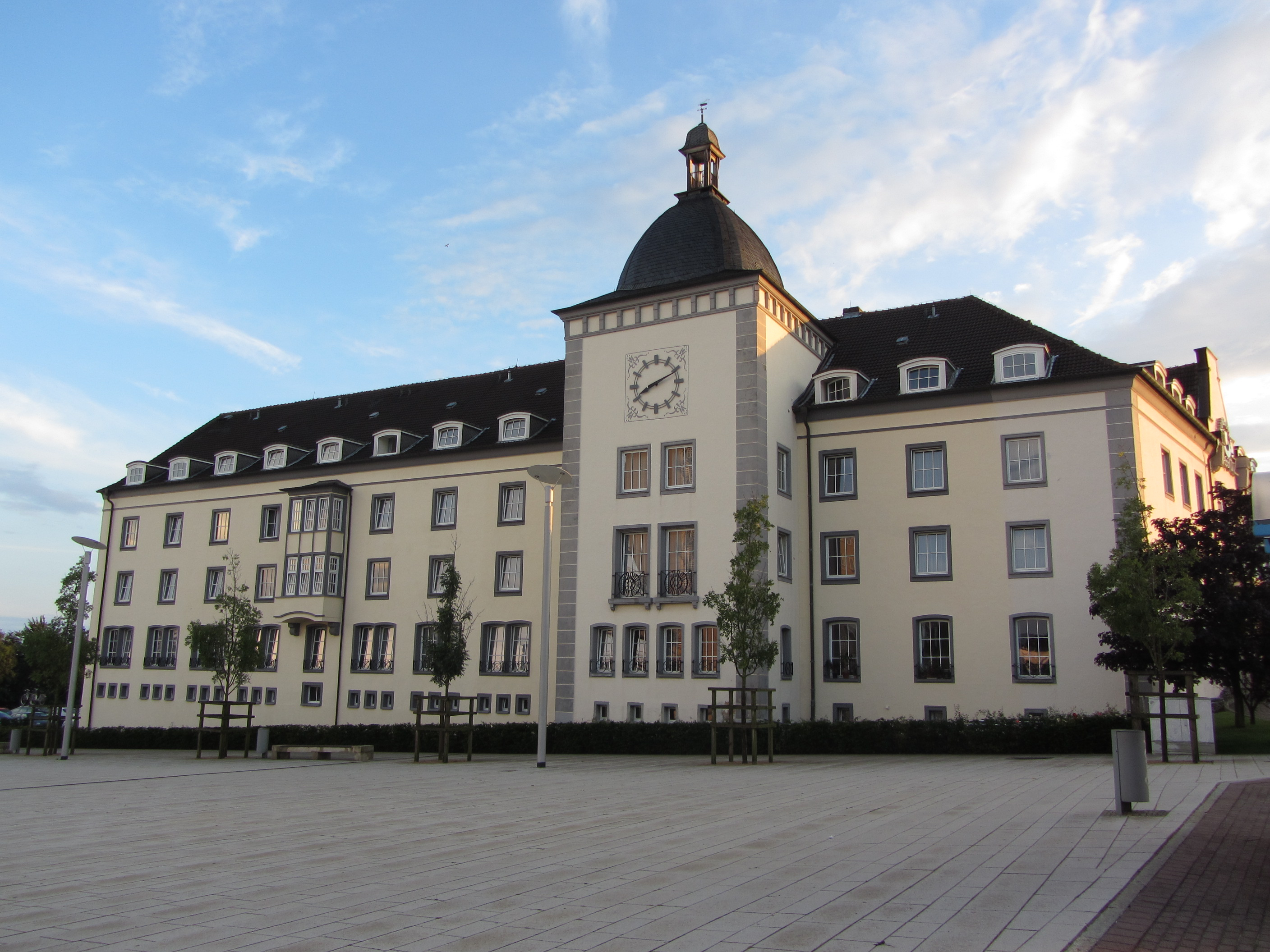
'Kurhotel', l'històric hotel balneari de Sassnitz
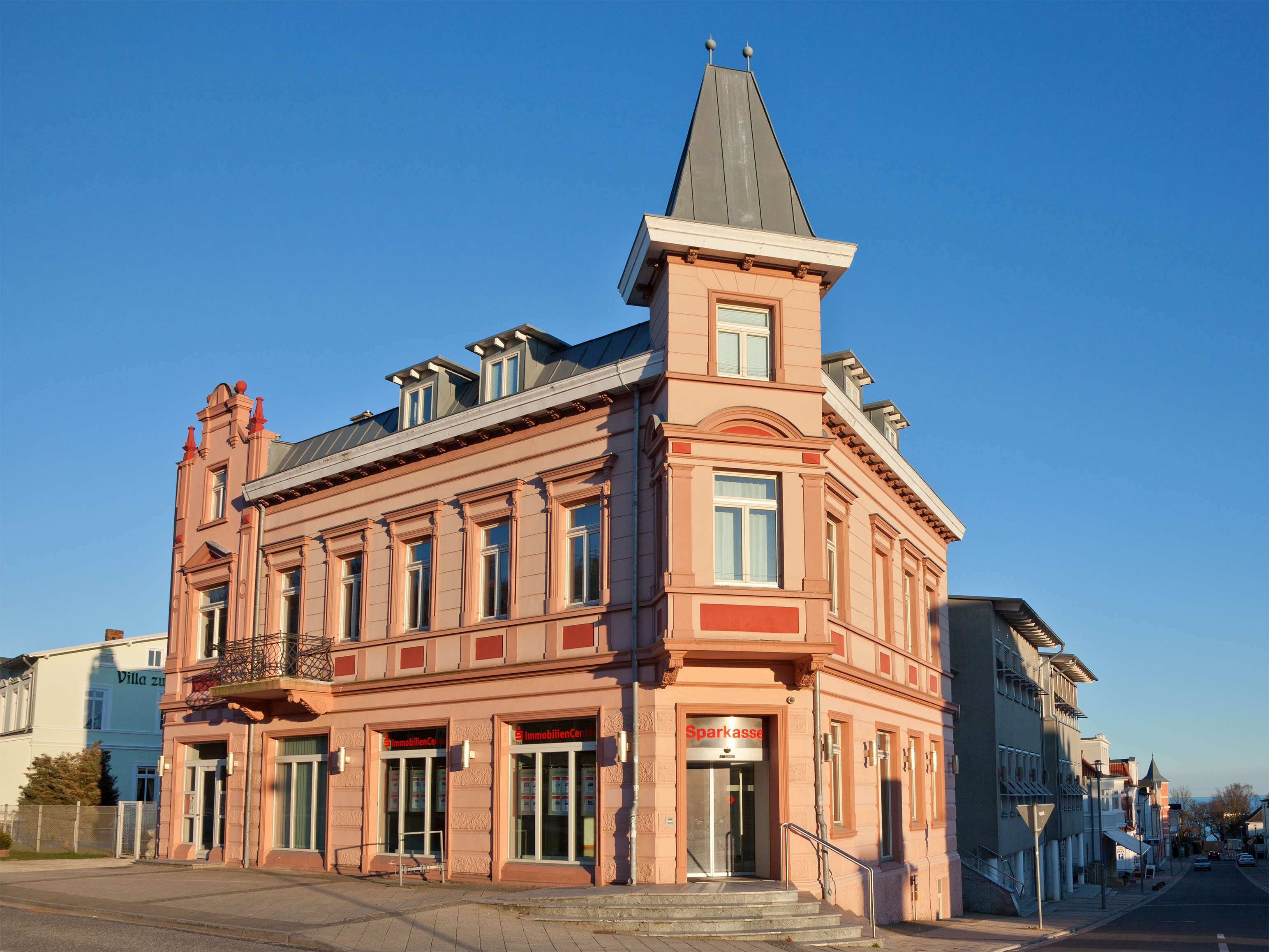
Al carrer comercial principal de Sassnitz
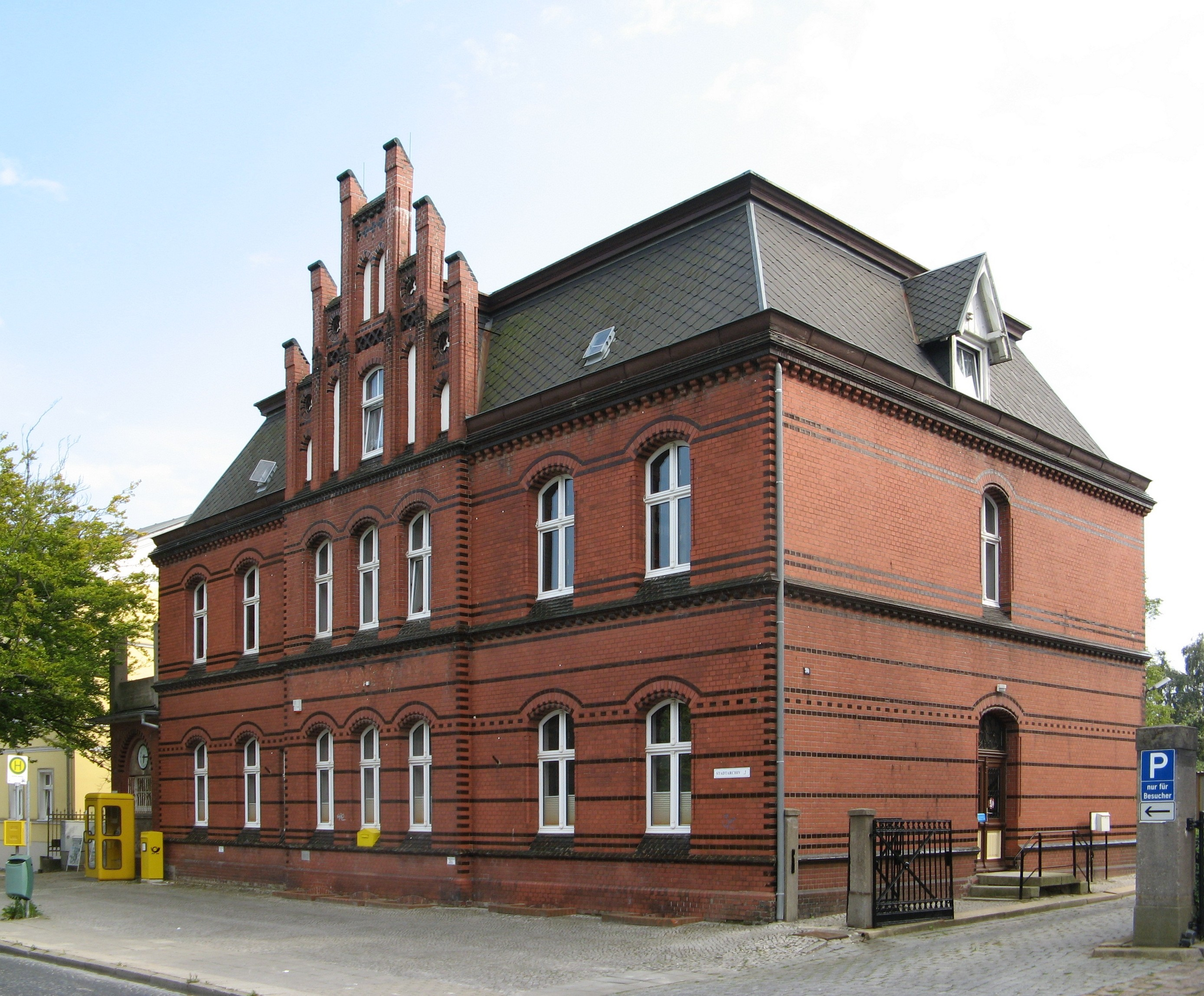
Antiga oficina de correus
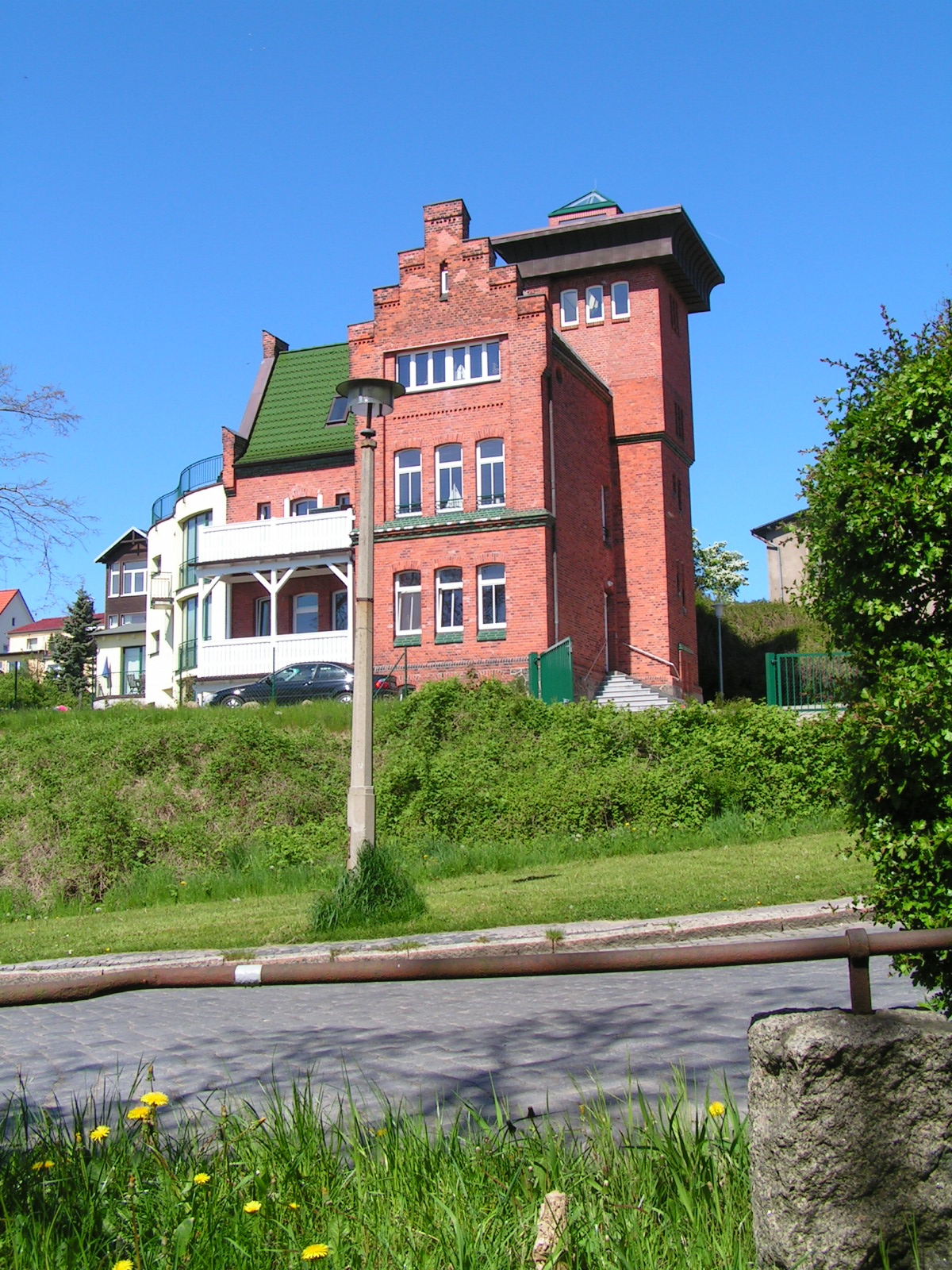
Antiga estació pilot, ara utilitzada com a casa de vacances
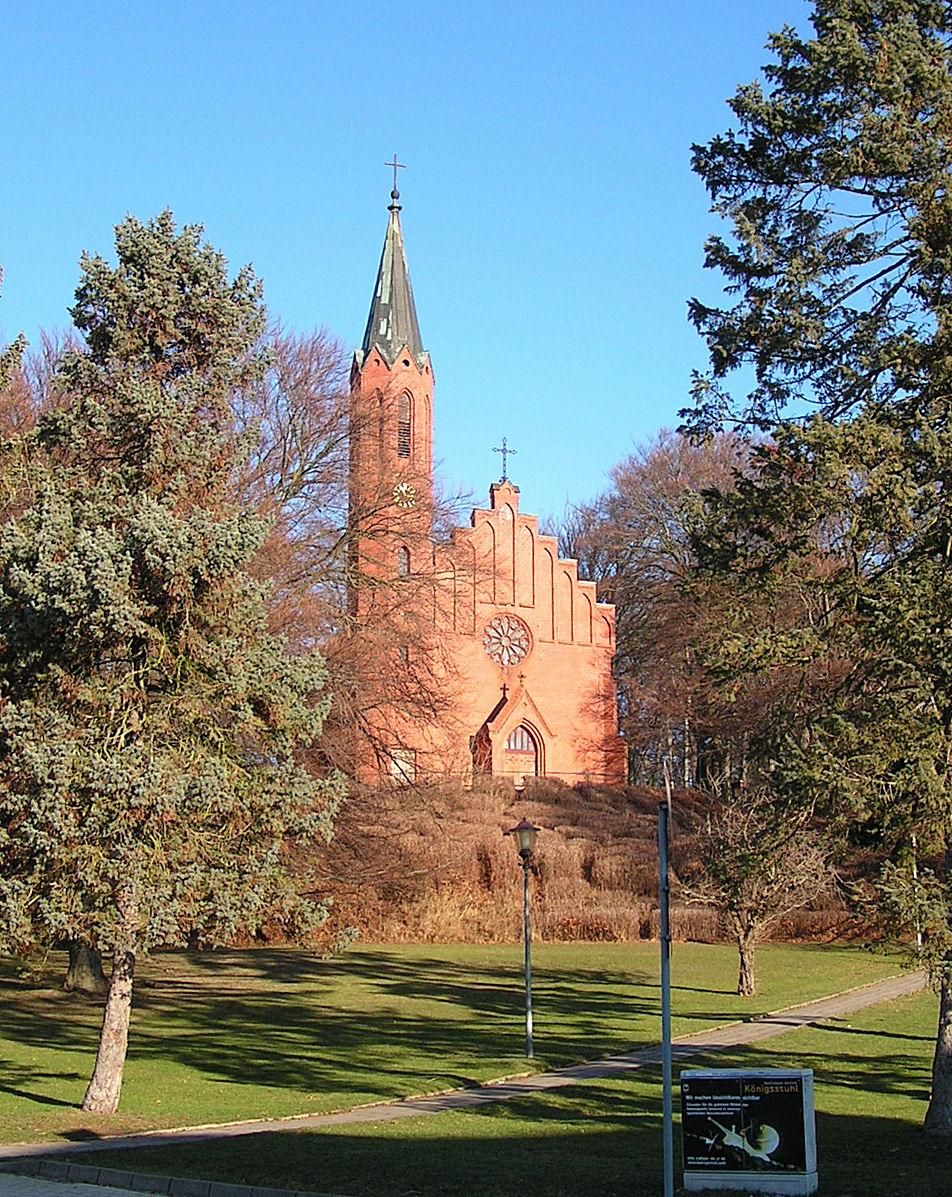
L'església protestant (evangèlica).

## Geologia
El paisatge original del Jasmund és geològicament molt jove. La seva formació va començar amb el final de la glaciació de Weichselian fa uns 12.000 anys, quan la capa de gel va deixar enrere un paisatge de Young Moraine. Com a resultat de la descongelació del gel interior, la terra subjacent i la rosa i els buits es van omplir d'aigua. Es va formar el predecessor del que més tard esdevingué el mar Bàltic, el llac Ancylus.
A continuació, una estepa freda es va estendre per la regió. Més tard, van sorgir boscos de bedolls i pinedes, seguits dels boscos d'alzines. Durant els darrers 1.000 anys, les fagedes van dominar la zona. A les depressions endorreiques es van formar llacs, alguns dels quals s'envasaren i es van convertir en pantans. Fa uns 6.000 anys, el nivell del mar va pujar fins al seu nivell actual, deixant les zones altes per formar el Jasmund. Com a conseqüència de l'acció erosiva de les onades i corrents creades, es van formar ribes escarpades que encara caracteritzen el paisatge.

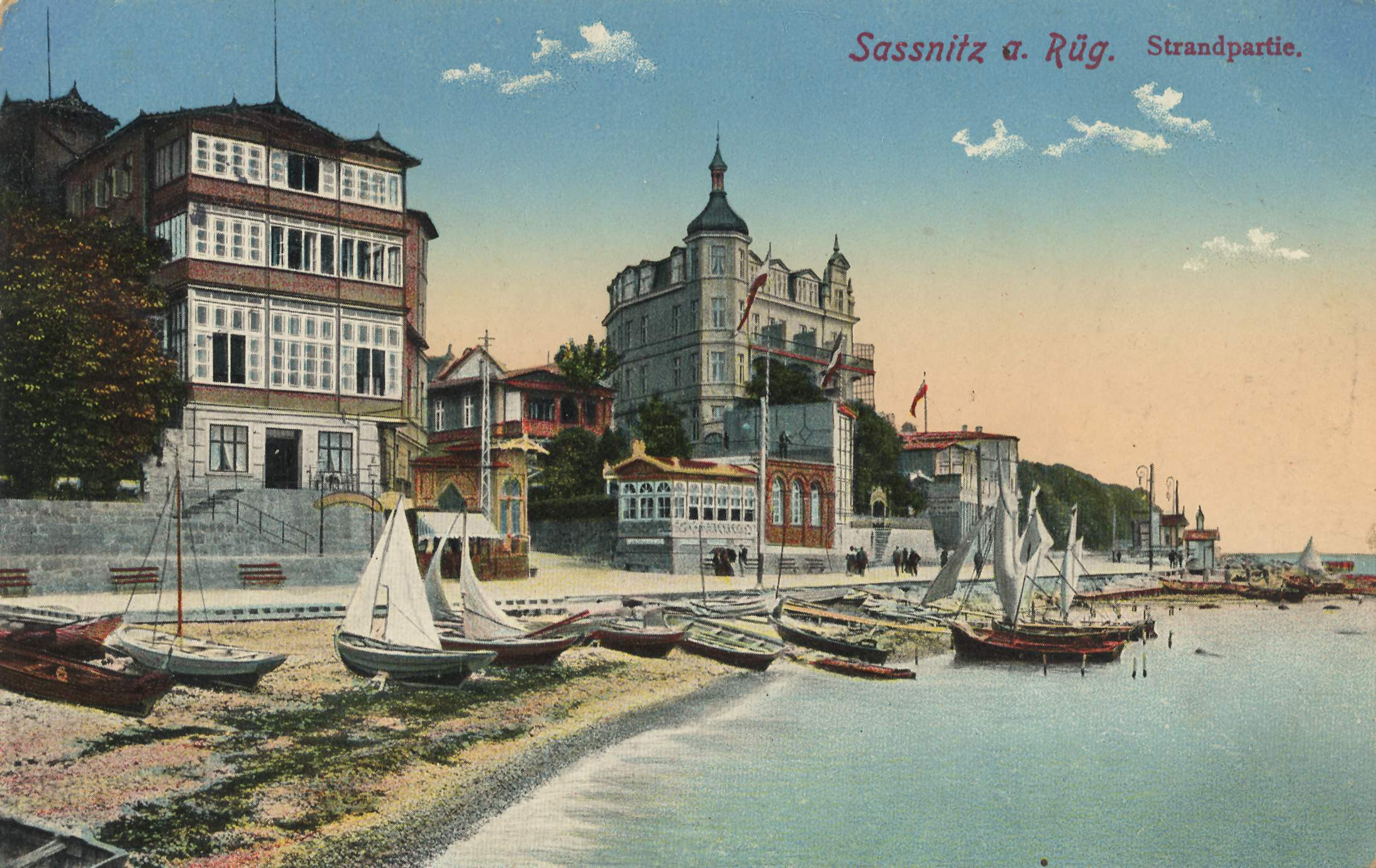
Postal històrica (1912) de les costes muntanyoses envoltades de mansions nobles, que mostra l’arquitectura turística típica dels centres turístics alemanys del mar Bàltic. _{Més postals}

## Història

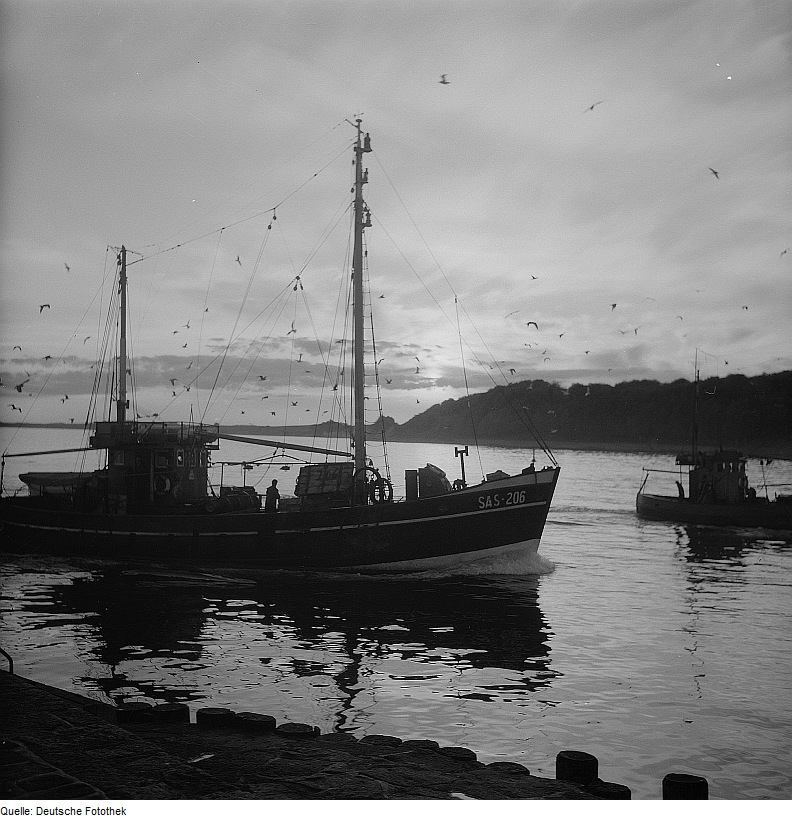
Vaixell de pesca al port, cap al 1962

No va ser fins al 1906 que el poble agrícola i pesquer de Crampas i el poble de pescadors de Sassnitz es van fusionar al municipi de Sassnitz. La pesca era (i és) important. El desig de molts habitants de la ciutat de relaxar-se al costat del mar va provocar, a finals del segle xix, un creixement ràpid i fort a les costes del Bàltic i del mar del Nord, així com a la mateixa Rügen. Ja el 1824, es registra que la família del teòleg berlinès Friedrich Schleiermacher va anar de vacances a la platja a Sassnitz.

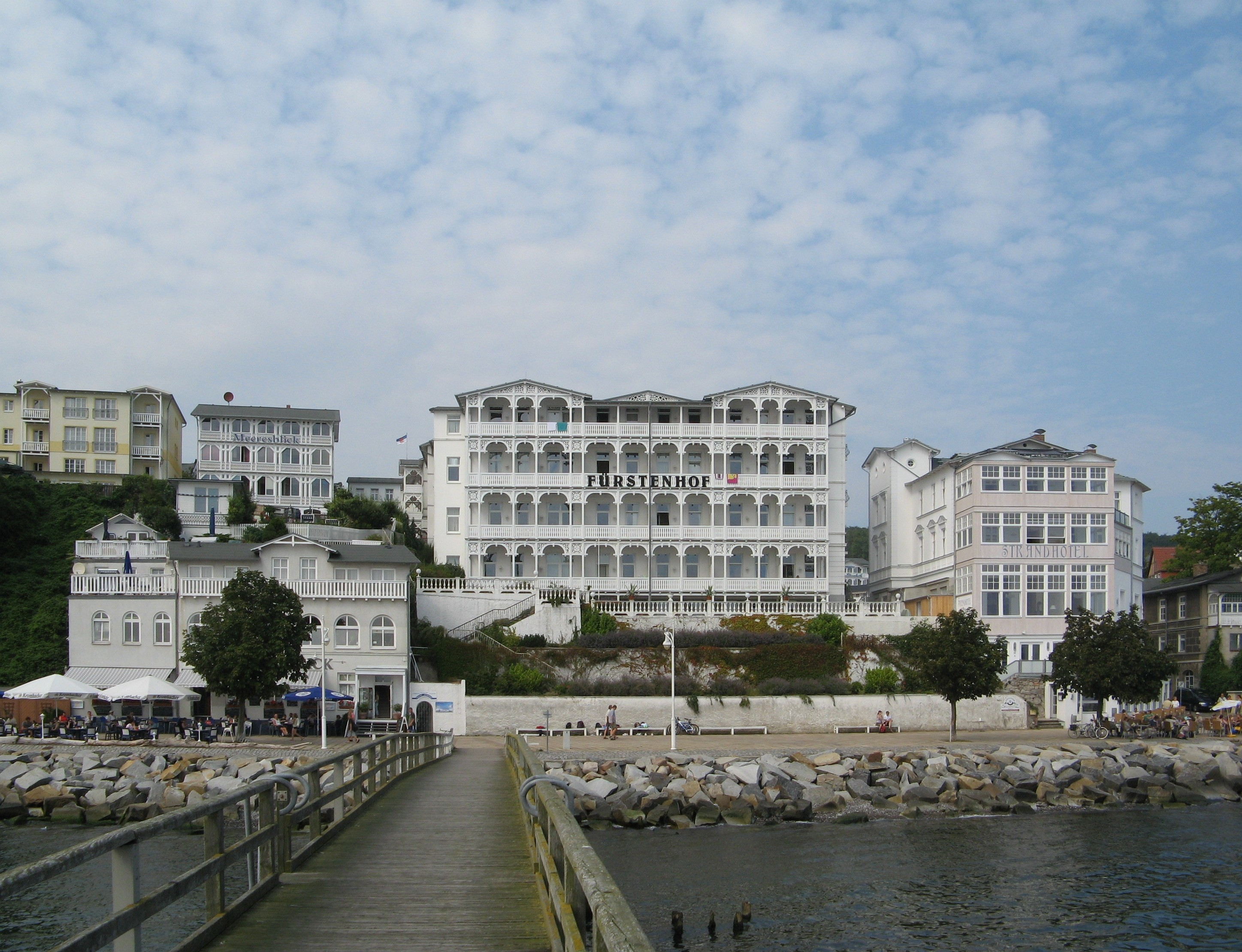
Avui dia: hotels històrics elegants de l'antiga classe alta, com ara el "Fürstenhof" (cort reial) i "Strandhotel" (hotel de platja)

Theodor Fontane, al seu llibre Effi Briest, va nomenar el seu amant, el major von Crampas, en honor al poble de pescadors de Rügen. També va escriure sobre el llac Herthasee i va encunyar la frase al seu llibre: Viatjar a Rügen és viatjar a Saßnitz. Johannes Brahms i Guillem I de Prússia van ser altres visitants il·lustres a Sassnitz.
El 1871, la carretera de Sassnitz va ser millorada, el 1891 la ciutat es va connectar a la xarxa ferroviària des de Bergen; el 1878 hi havia un servei de vaixells fins a Stettin; el 1889 al port de Sassnitz i, poc després, enllaços marítims amb Rønne (Bornholm), Trelleborg i Memel (actualment Klaipėda). Els nous enllaços van permetre que el lloc creixia ràpidament. La indústria del guix es va expandir, el peix i ara els productes pesquers també van caracteritzar la vida laboral i va créixer el turisme, tot i que altres llocs amb platges estaven millor desenvolupats.
A principis del segle XX es va construir el passeig de la platja. La típica arquitectura turística amb bed and breakfasts i hotels va marcar l'aspecte del lloc en aquesta època. Després d'establir els serveis de ferri i vaixell de correu, Sassnitz també es va convertir en un centre administratiu amb les noves cases adients.

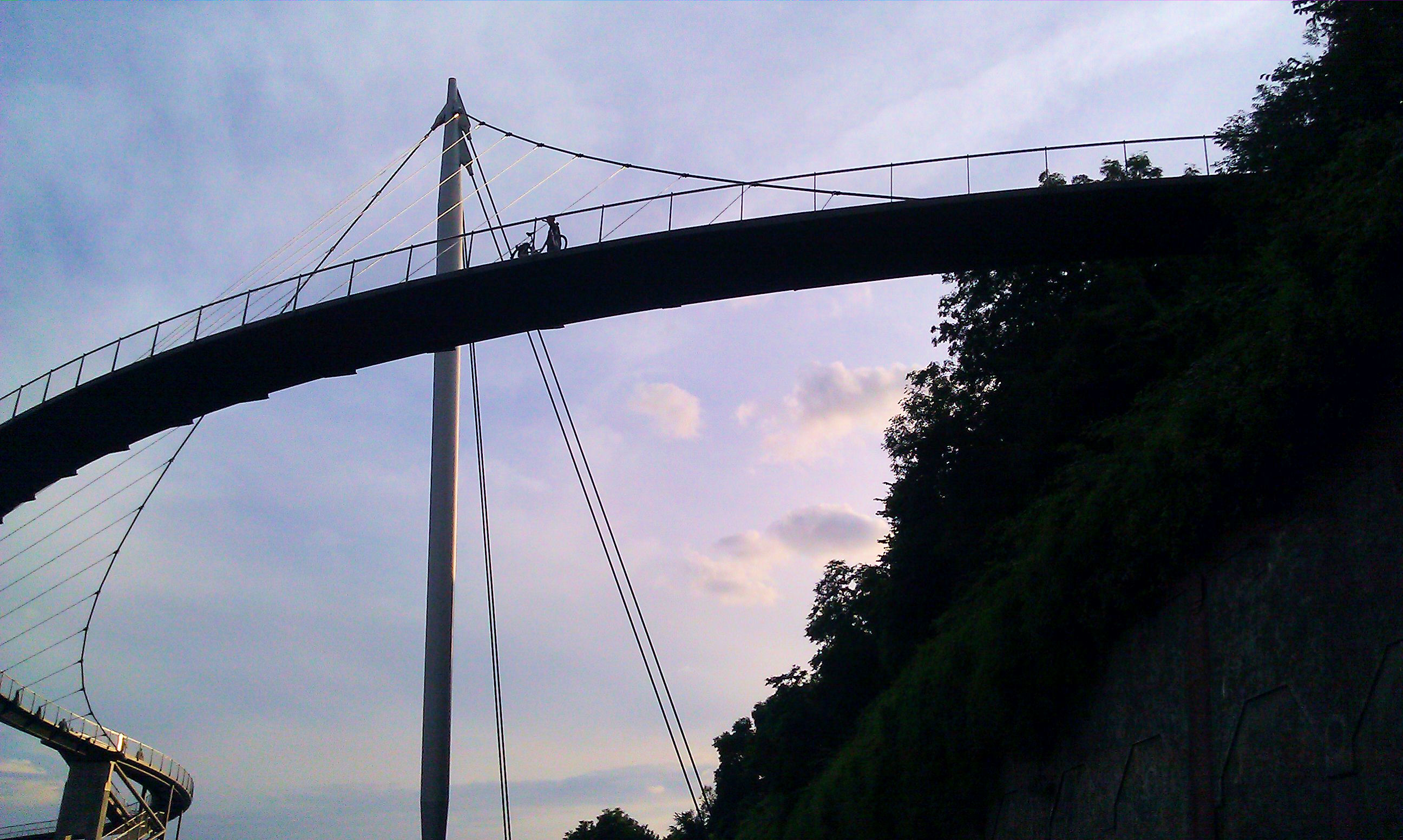
Pont penjant al port (per a vianants)

Sassnitz no va rebre drets de ciutat fins al 1957. La indústria pesquera es va expandir per aquella època; les cases B&B, però, van caure cada cop més en ruïnes. El 1984, es va construir un nou port al subdistricte de Mukran per al ferri ferroviari entre Alemanya de l'Est i la Unió Soviètica. Després de 1991, el port de ferris de Sassnitz va ser reconstruït per donar servei a tota la regió del mar Bàltic.
L'ortografia oficial de Sassnitz va ser Saßnitz fins al 2 de febrer de 1993. Era l'ortografia utilitzada a la carta d'autoritat per als drets de la ciutat de data 23 de novembre de 1956.
A partir de l'any 1991, el centre històric de la ciutat va ser totalment renovat en el marc del pla de foment del desenvolupament urbanístic; l'aspecte de la ciutat va millorar considerablement. Les cases de l'estil arquitectònic del resort van ser renovades i la majoria pintades d'un color blanc uniforme. El port del nucli antic es va incloure en el pla de rehabilitació municipal l'any 2000.
El juliol de 2007, es va inaugurar el pont penjant de 274 m per a vianants, que uneix el centre de Sassnitz entre l'estació, la galeria Rügen, l'hotel balneari i el carrer principal amb el port de Sassnitz.

## Persones notables

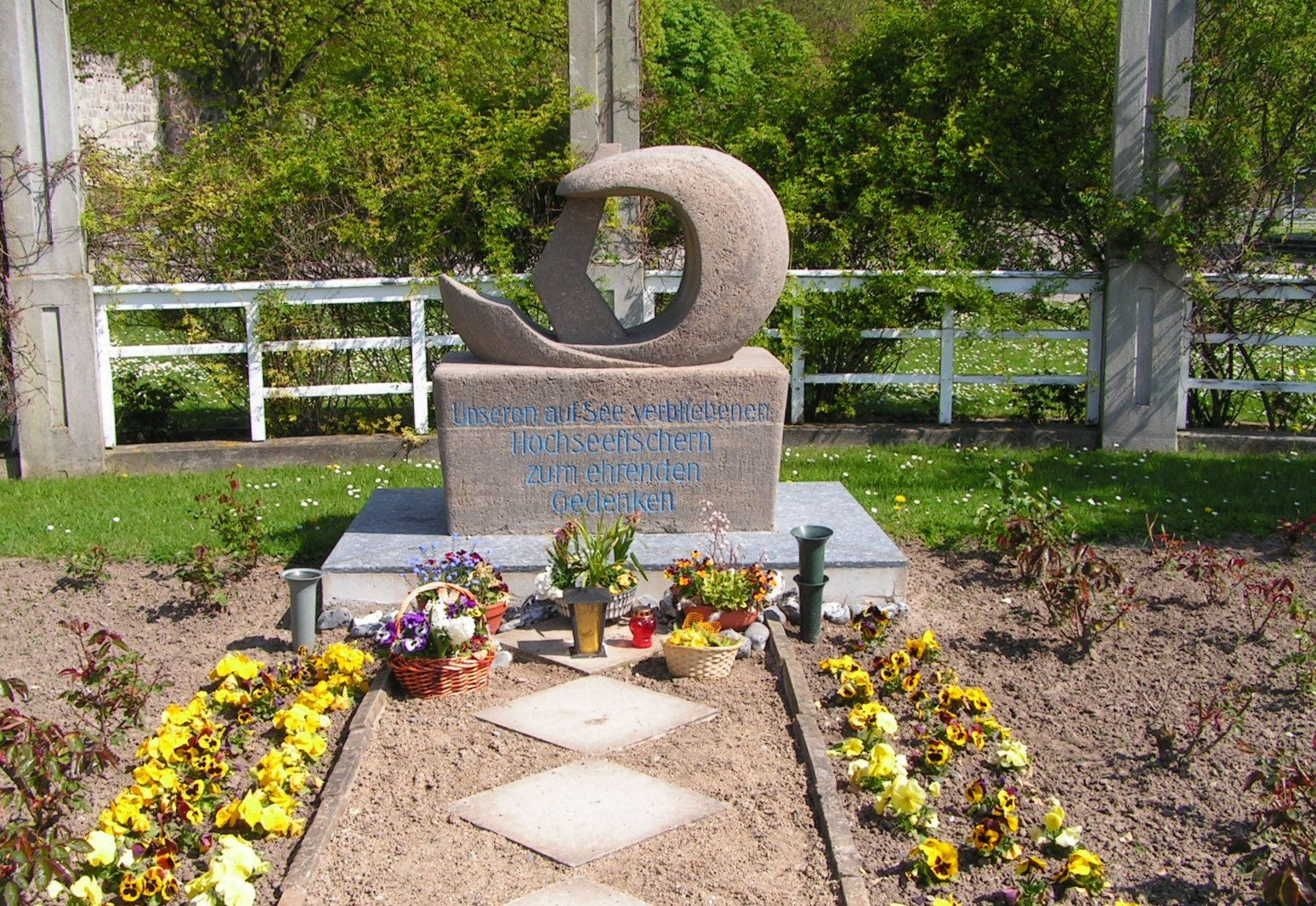
Monument als pescadors d'altura de Sassnitz que no van tornar del mar

- Friedrich Schleiermacher (1768–1834) va enviar la seva dona i els seus fills el 1824 a Sassnitz durant molt de temps. Aquest any es considera l'aniversari de Sassnitz com a estació balneària.

- Caspar David Friedrich (1774–1840), es va inspirar el 1818 en els penya-segats de guix de la costa escarpada del Jasmund prop de Sassnitz i va pintar la seva famosa obra Penya-segats blancs a Rügen.

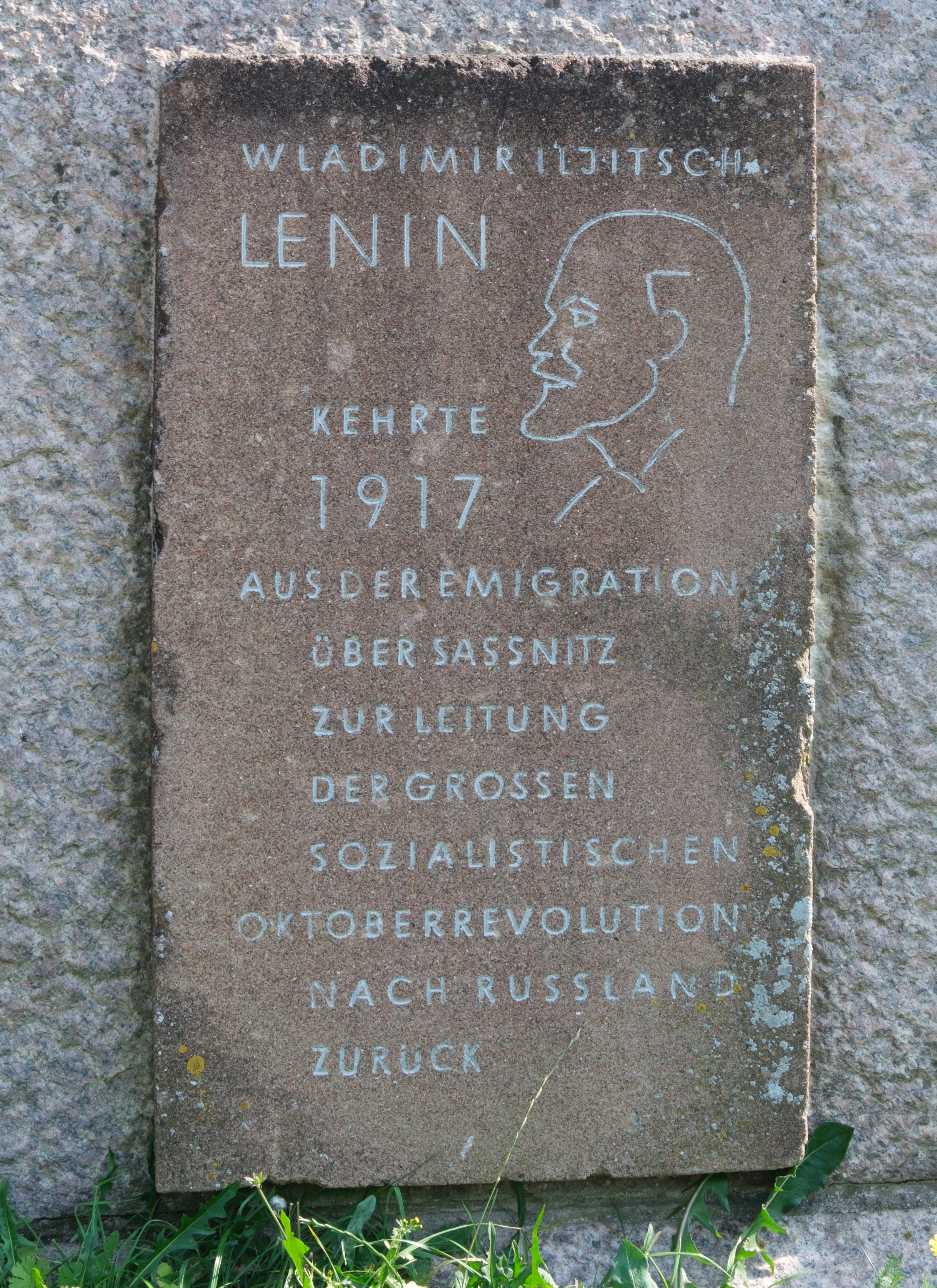
Monument a Lenin a Sassnitz

- Theodor Fontane (1819–1898) va recollir a Sassnitz el 1895 idees per a la seva novel·la Effi Briest

- Johannes Brahms (1833–1897) va passar molt de temps a Sassnitz el 1876. Allà va compondre l'últim moviment de la seva 1a simfonia en do menor.

- L'emperadriu Augusta Victòria (1858–1921) va passar unes llargues vacances d'estiu a Sassnitz el 1890 juntament amb el príncep. Es van allotjar a Villa Martha just al cim del penya-segat sobre la Kurplatz.

- Vladimir Ilitx Lenin (1870–1924) el 1917 va viatjar des de Suïssa amb el ferri Sassnitz–Trelleborg a Finlàndia i Sant Petersburg.

- Steffi Nerius (nascuda el 1972), llançadora de javelina i medallista olímpica, va rebre el seu entrenament bàsic d'atletisme lleuger a l'SG Empor Sassnitz.

## Llegenda
El Königsstuhl també pren el seu nom d'una història del passat llegendari. Qui volgués ser rei, havia de pujar pels penya-segats des del costat del mar.
Una altra llegenda diu que el famós pirata Störtebeker va néixer a Jasmund l'any 1340 a la casa pairal de Ruschvitz. Se suposa que el Congost dels Pirates (Piratenschlucht) a Sassnitz, no gaire lluny del nucli antic, va ser un dels molts amagatalls de Störtebeker i els seus vitalians a la zona del mar Bàltic. Des de 1993, el Festival Störtebeker té lloc durant els mesos d'estiu a l'escenari a l'aire lliure de Ralswiek.

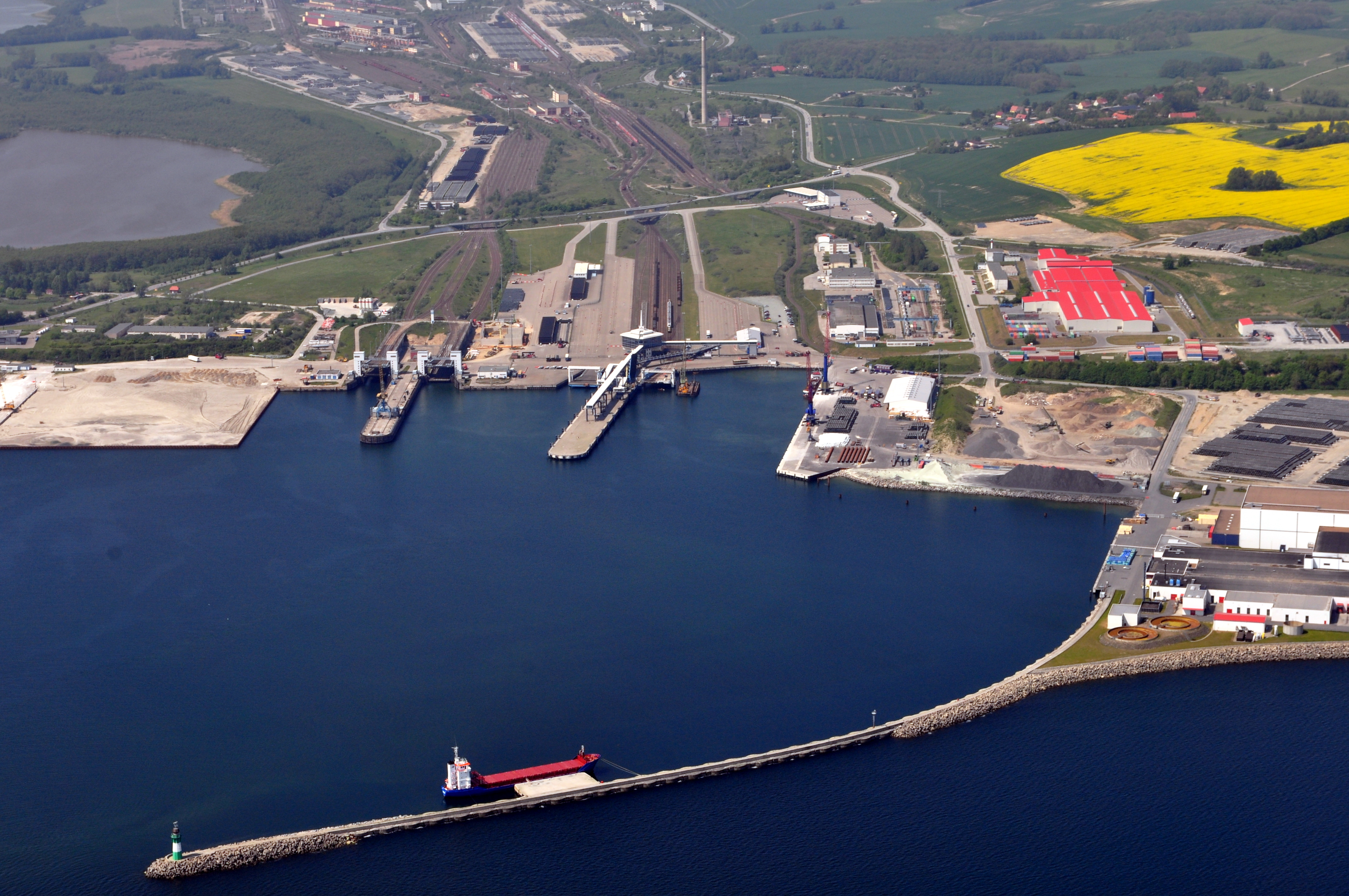
Port nou de Mukran

## Ciutats agermanades
Sassnitz està agermanada amb:
- Cuxhaven Alemanya

- Huai'an, Xina

- Kingisepp, Rússia

- Klaipėda, Lituània

- Port Washington, Estats Units

- Trelleborg, Suècia

## Cultura i vistes
La ciutat de Sassnitz és la destinació turística més important del Parc Nacional de Jasmund, el parc nacional més petit d'Alemanya per àrea. El Königsstuhl és el principal imant turístic del parc. A  118 m , també és el punt més alt dels penya-segats de guix del parc nacional.

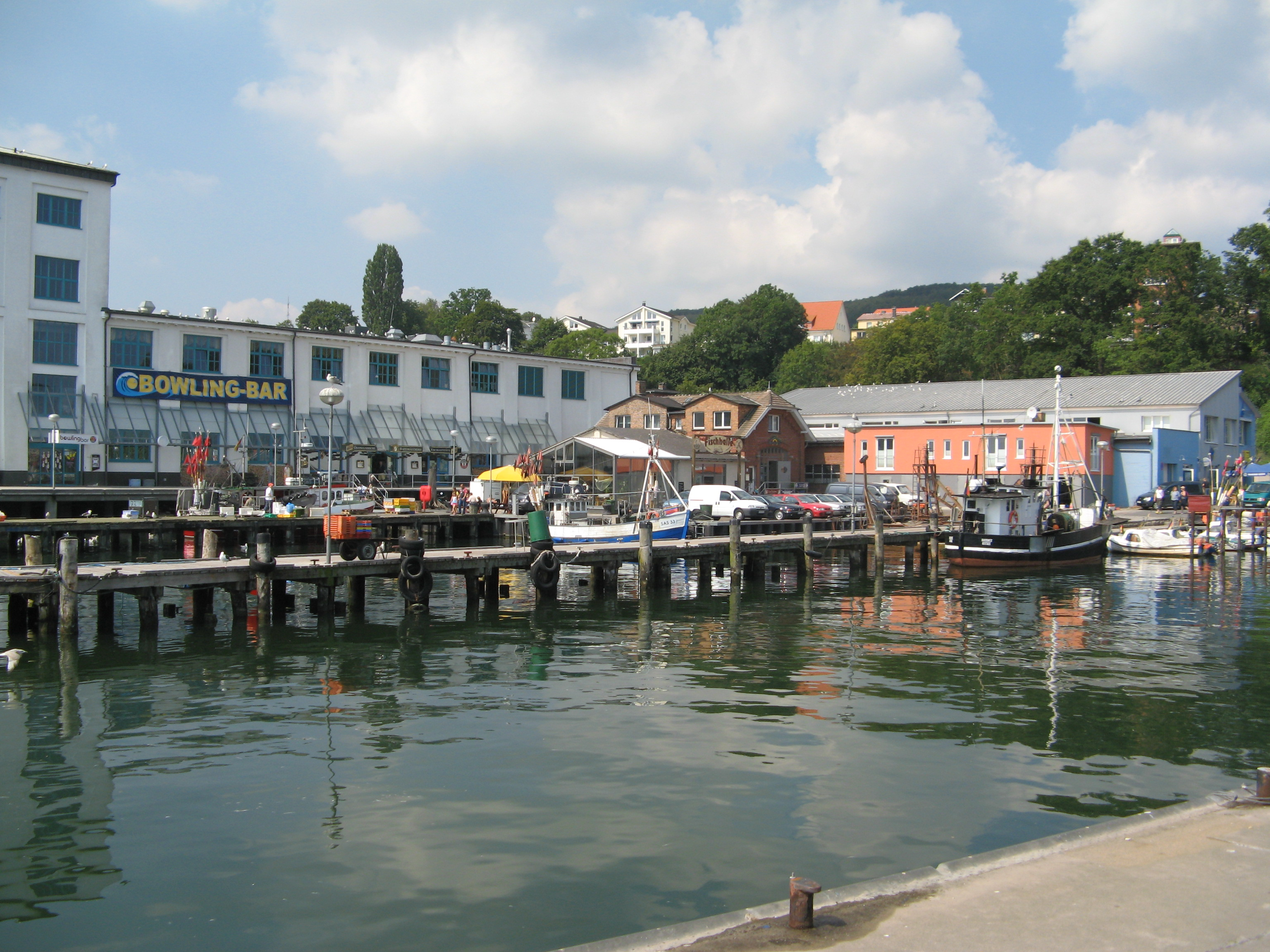
Antic port pesquer

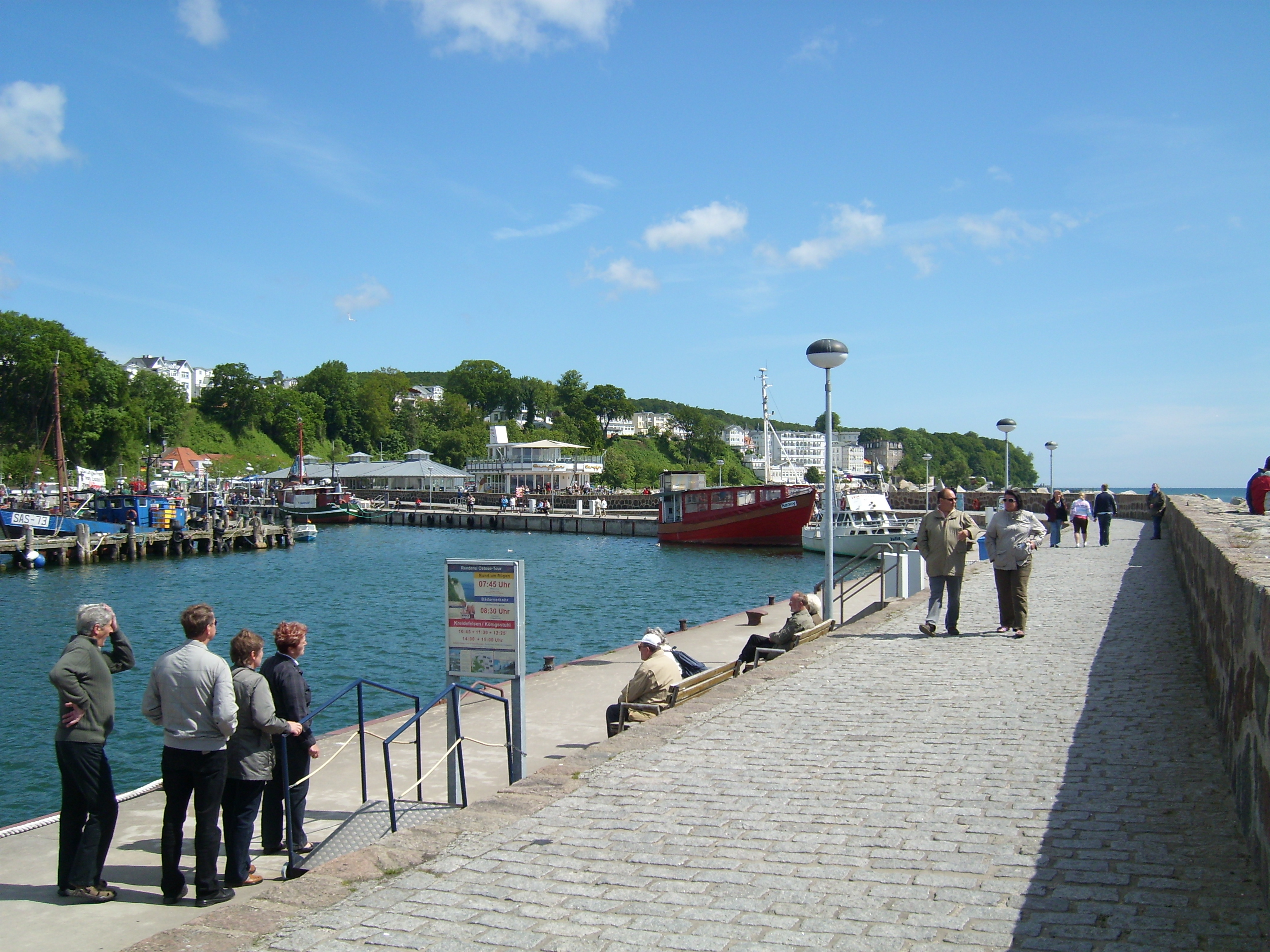
Al mur d'espigó de l'antic port de Sassnitz

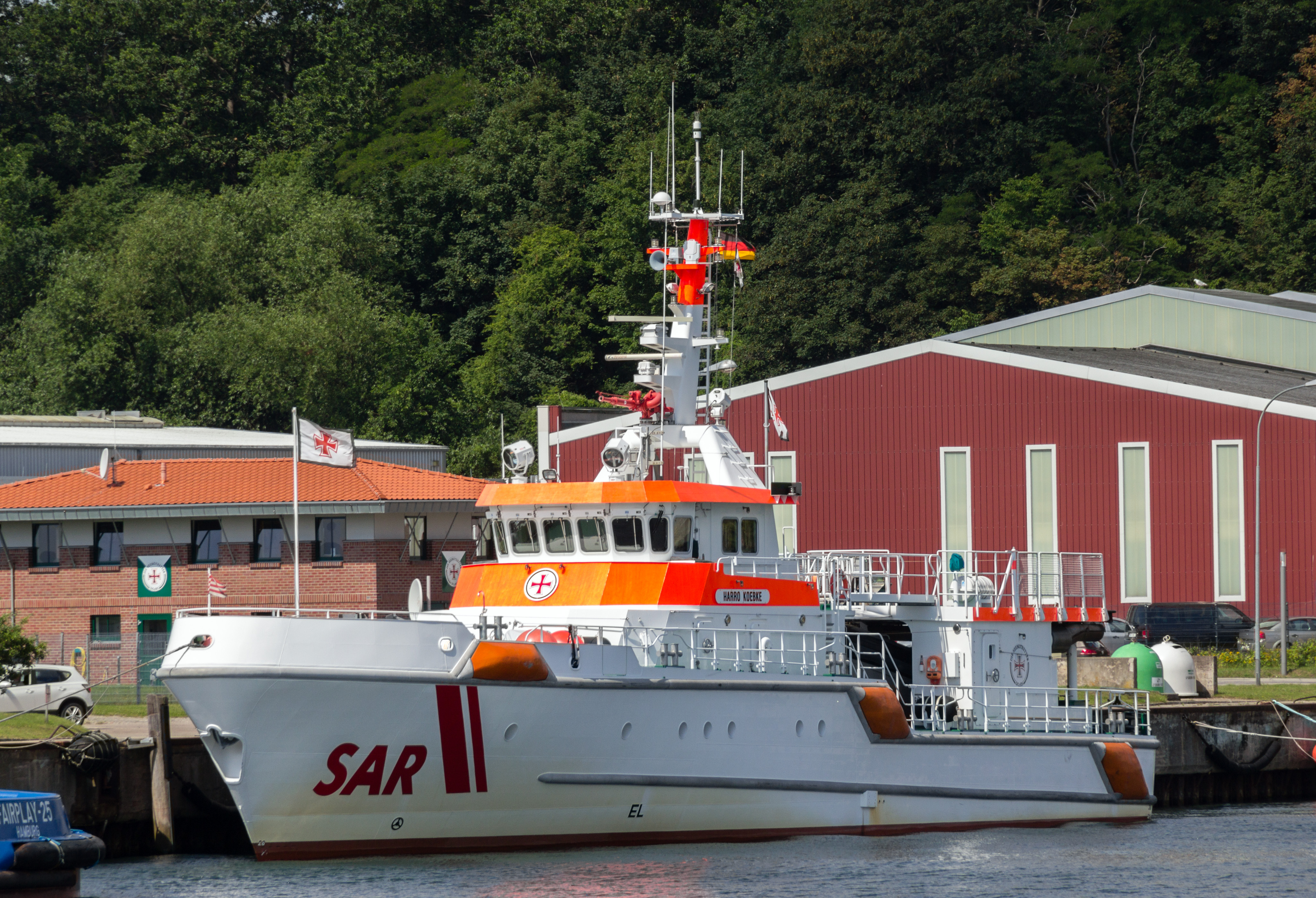
Creuer de recerca i rescat DGzRS Harro Koebke (SK32) a l'estació SAR de Sassnitz

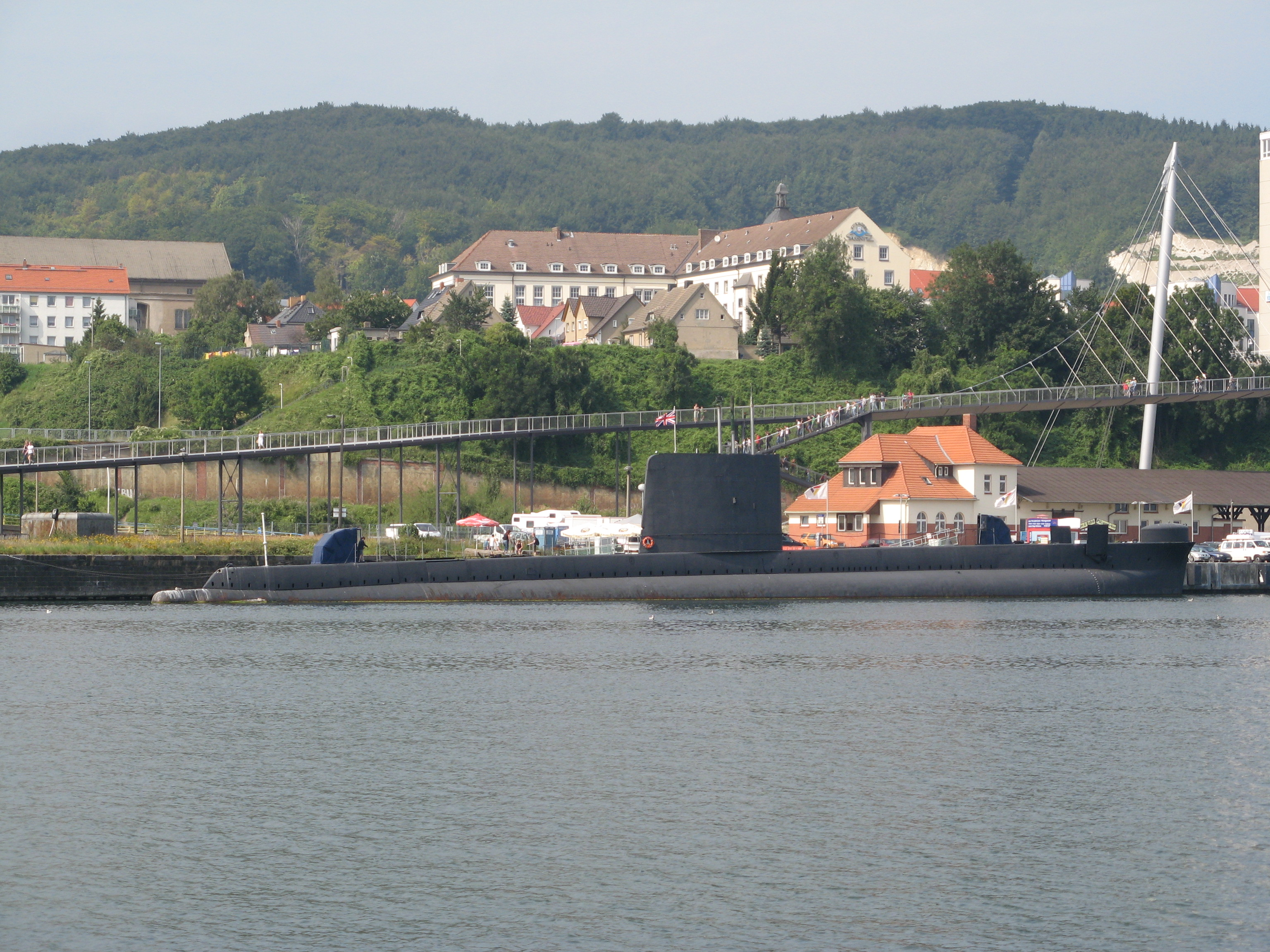
Submarí HMS Otus al port de Sassnitz

Des del març de 2004, el parc nacional disposa d'un centre de parc nacional a Königsstuhl, que té dues exposicions que ofereixen als visitants una visió del món natural, el guix, el mar Bàltic i les fagedes del parc.
A la vora del parc nacional de Jasmund es troba el parc de vida salvatge de Sassnitz, l'únic d'aquest tipus a l'illa de Rügen. El Museu de guix de Gummanz (Kreidemuseum Gummanz), l'únic museu de guix d'Europa, es troba no gaire lluny de Sassnitz, prop de Sagard, en el terreny d'una antiga calera, que va funcionar entre 1855 i 1962, i també utilitza una zona a l'aire lliure amb instruments originals. com a taulers d'informació fotogràfica i textual, que descriuen les relacions geològiques, l'extracció i el treball del guix a Rügen. A l'estiu hi ha una sessió informativa regular sobre descobriments arqueològics per als col·leccionistes de fòssils.

### Edificis

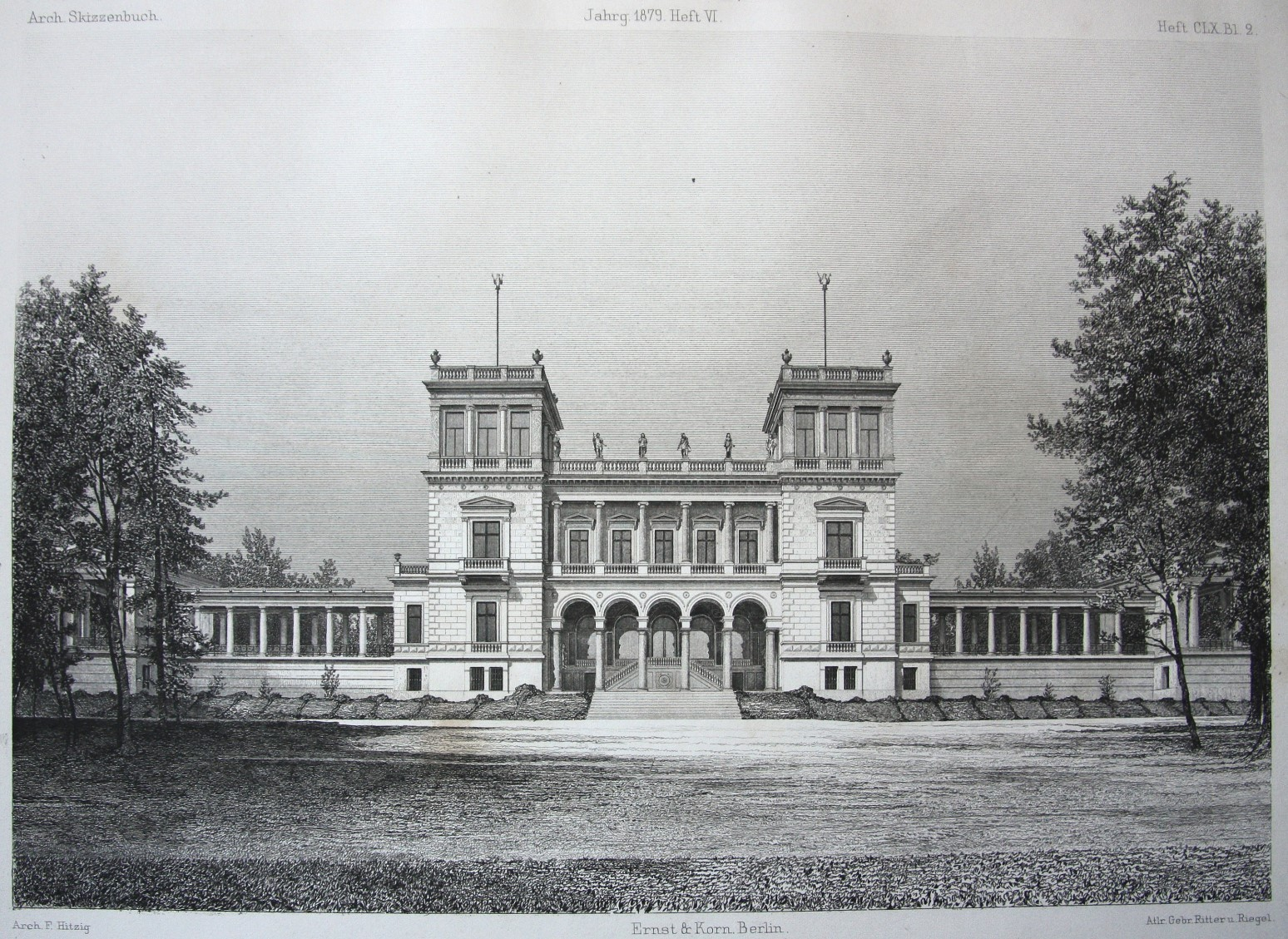
Castell de Dwasieden, dibuix de 1879

- Sassnitz té el talp exterior més llarg d'Europa amb una longitud de  1450 m. La construcció va començar el 1889 i finalment es va acabar el 1912.

- L'actual ajuntament va ser dissenyat per l'arquitecte berlinès Gustav Bähr i es va inaugurar el 1910 com a banys climatitzats i centre comunitari per als membres de la parròquia unida de Sassnitz. A l'entrada principal un pintoresc mural de vidre recorda la seva antiga funció de bany públic.

- A la vora del bosc de Dwasieden hi ha el centre de gent gran de l'Associació de Benestar dels Treballadors (AWO). Consta d'una residència d'avis, i d'apartaments gestionats amb pisos per a gent gran i discapacitats, que es van acabar l'any 2005. En col·laboració amb artistes, es va crear un jardí sensorial. En ell hi ha un camí pel qual les persones amb demència poden moure's lliurement sense perdre's.

- L'estació de vidre (Glasbahnhof) i la terminal de ferris del port de Sassnitz recorden la tradició de més de 100 anys dels serveis de ferri a Suècia i el nord d'Europa.

- El nucli antic de Sassnitz és a prop de l'ajuntament. A Karlstraße hi ha la casa més antiga de Sassnitz, clarament visible des del seu exterior blau i blanc. Per la seva arquitectura, val la pena visitar Haus Seerose (Ringstraße 5) i Villa Hertha.

- L'església evangèlica de Sant Joan es troba en un turó entre Sassnitz i Crampas a la Stubbenkammerstraße. La seva construcció es va començar el 1880 segons els plans de l'arquitecte de la ciutat Adolf Gerstenberg de Berlín. La seva inauguració va tenir lloc tres anys després.

- El pont penjant de 274 metres de llargada que, des del 2007, connecta el nucli urbà, entre l'estació de ferrocarril, la galeria Rügen, l'hotel balneari i el carrer Major, amb el port de Sassnitz.

- Schloss Dwasieden  està ambientat en un parc del bosc de Dwasieden. Les seves ruïnes donen una idea de la variada història d'aquest edifici abans magnífic. El principal banquer d'Aquisgrà, Adolph von Hansemann, va comprar la propietat a mitjans del segle xix al baró Eduard von Barnekow. La mansió es va construir entre 1873 i 1876 seguint un concepte de Friedrich Hitzig en estil neorrenaixentista italià. L'any 1947 l'edifici va ser volat per ordre del govern de la RDA, només van sobreviure parts de les ales d'arcades d'una planta. L'any 2007 es va plantejar reconstruir el castell d'una manera històricament incorrecta i ampliar-lo a una 'ciutat termal’amb 3.000 llits. Afortunadament, a ulls de molts, aquests plans van ser abandonats i es prepara un pla més sensible per a una reconstrucció fidel del castell i una suau ampliació.